# Louis Duchesne
Pour les articles homonymes, voir Duchesne et Louis Duchesne (homonymie).
Louis Duchesne, connu comme « Mgr Duchesne », né à Saint-Servan (Ille-et-Vilaine) le 13 septembre 1843 et mort à Rome (Italie) le 21 avril 1922, est un chanoine catholique, philologue et historien français.
Auteur d'une œuvre abondante et érudite, fondatrice sur le plan méthodologique d'une approche de l'histoire de l'Église sur des bases scientifiques, il mène une carrière d'enseignant à l'Institut catholique de Paris puis à l'École pratique des hautes études, avant de diriger notamment l'École française de Rome et l'Institut français d'archéologie orientale du Caire.
Membre de l'Académie des inscriptions et belles-lettres depuis 1888, docteur honoris causa de plusieurs universités européennes, il est élu à l'Académie française en 1911, ce qui n'empêche pas que son Histoire ancienne de l'Église, soupçonnée de modernisme, soit condamnée par les autorités vaticanes en 1912, avant que ses travaux ne soient réhabilités par ces mêmes autorités de manière posthume.

## Biographie

### Jeunesse
Né le 13 septembre 1843 à Saint-Servan, Louis Marie Olivier Duchesne est issu d'une famille de marins (son père était capitaine terre-neuvas) et de corsaires originaire de Binic (actuel département des Côtes-d'Armor), dont l'un, Noël Duchesne, était compagnon de Surcouf. Louis est le dernier d'une fratrie de cinq enfants, née d'Anne-Marie Gourlay et de Jacques Duchesne, un capitaine terre-neuvas disparu au large de Terre-Neuve en 1849 lors du naufrage de l'Euphémie. Cette même année, son frère aîné Jean-Baptiste Duchesne (1832-1908), missionnaire à la Société de l'Océanie d'Auguste Marceau, fait aussi naufrage en territoire chinook dans l'Oregon.
En 1855, âgé de douze ans, il entre au petit séminaire de Saint-Méen et l'année suivante au collège Saint-Charles de Saint-Brieuc. Reçu bachelier ès sciences, il hésite un temps entre rejoindre l'école polytechnique ou le séminaire mais opte pour celui-ci.

### Prêtre

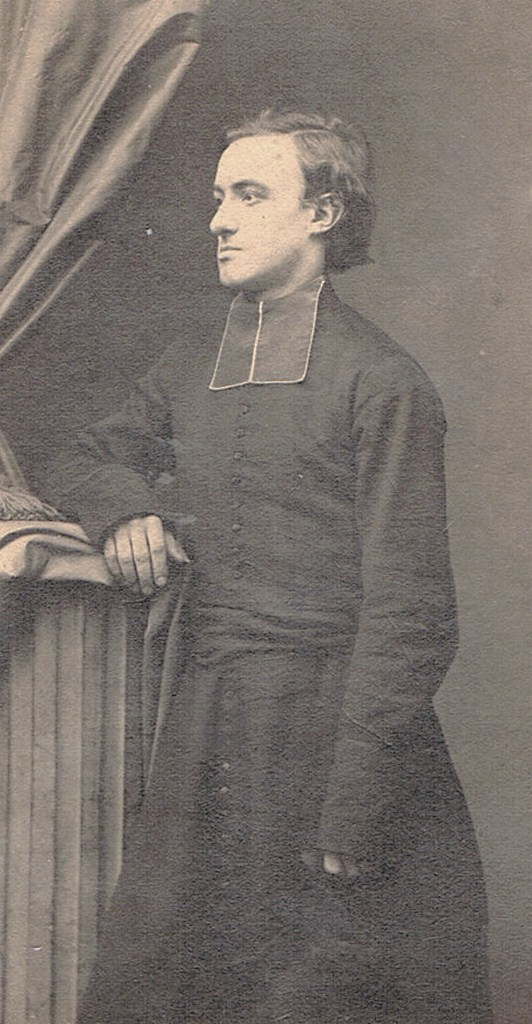
Le jeune abbé Duchesne, photographié par Pierre Petit.

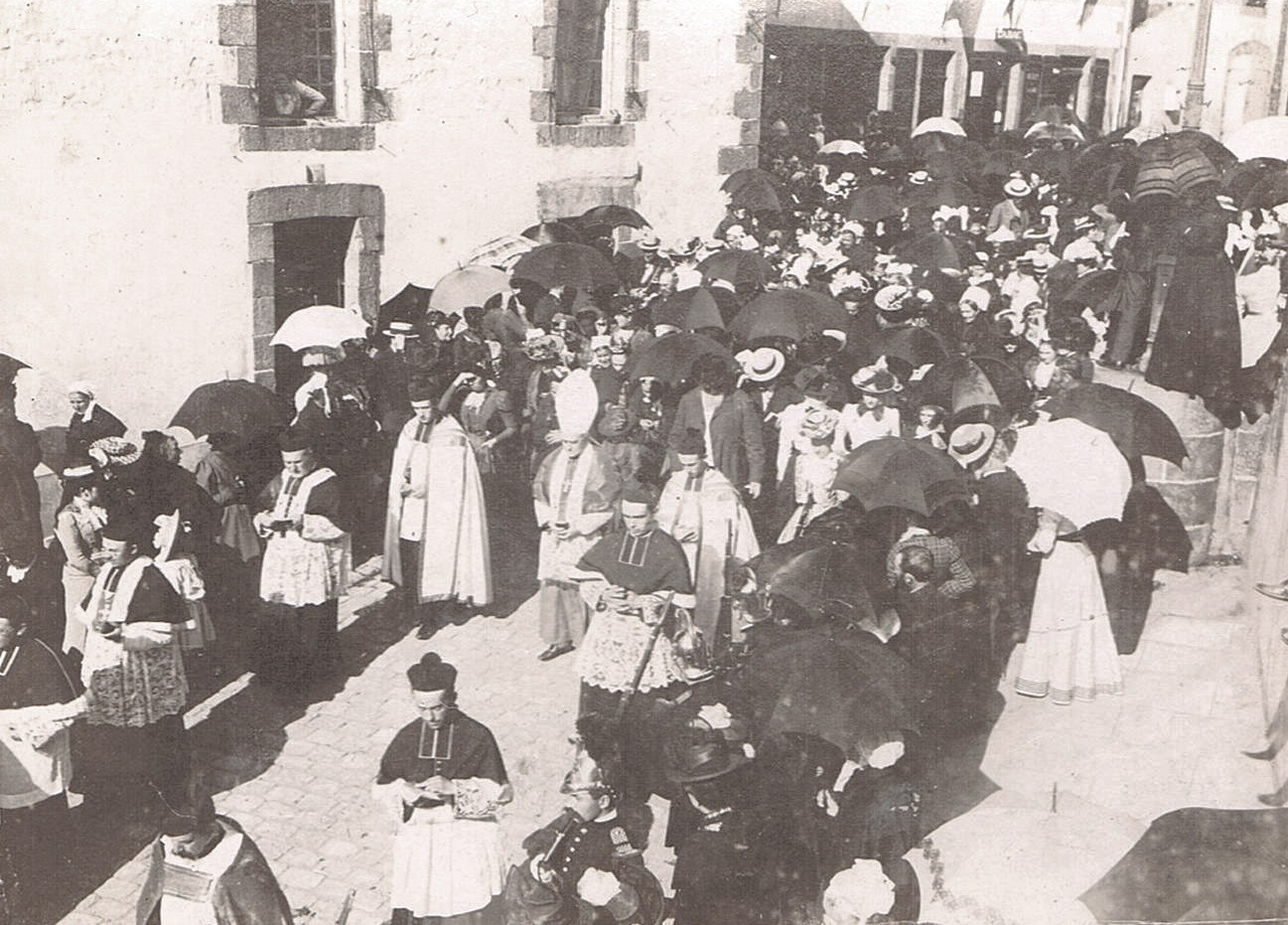
Procession de l'Assomption à Saint-Servan avec Mgr Louis Duchesne et sa mitre.

En 1863, son évêque l'envoie à Rome pour parfaire sa formation théologique au Collège romain, la future Université pontificale grégorienne mais il s'adonne plus volontiers aux visites des ruines et à la découverte de l'archéologie chrétienne, notamment à travers la lecture des travaux de Giovanni Battista de Rossi.
Ayant rejoint le séminaire de Saint-Brieuc, il est ordonné prêtre le 25 décembre 1867 et enseigne quelque temps dans son ancien collège, avant de se rendre à Paris en 1871 pour obtenir ses grades universitaires à l'École des Carmes. Il suit dans le même temps les conférences de l'École pratique des hautes études en philologie et en antiquités grecques et s'initie à la critique textuelle entre 1871 et 1873. L'établissement l'envoie alors en mission à Rome où s'est mis en place un cours d'archéologie à destination des membres de l'École française d'Athènes. Il y fait partie de l'équipe qui transforme ce cours en un établissement national permanent : l'École française de Rome, dont il devient membre en compagnie de Gustave Bloch, Albert Dumont, Eugène Müntz, Othon Riemann, Léon Clédat ou encore Théophile Homolle.
C'est durant cette période qu'il prépare en guise de thèse une Étude sur le Liber Pontificalis dont le jury salue la rigueur critique et l'érudition mais qui suscite des critiques d'ecclésiastiques qui trouvent l’œuvre par trop « rationaliste » et s'en ouvrent à la congrégation de l'Index. Duchesne échappe néanmoins aux sanctions, grâce notamment à l'intervention de de Rossi avec lequel il a pu sympathiser.
Amateur d'archéologie et élève de l'École française d'Athènes en 1874, il fréquente Gustave Bloch et organise plusieurs missions : en Épire et Thessalie (février-mai 1874 avec Charles Bayet, en particulier au mont Athos), en Syrie et en Asie mineure (voyage avec Maxime Collignon et le Grec Nikolaos Hadjithomas, du 2 mai au 20 juillet 1876).

### Historien du christianisme ancien

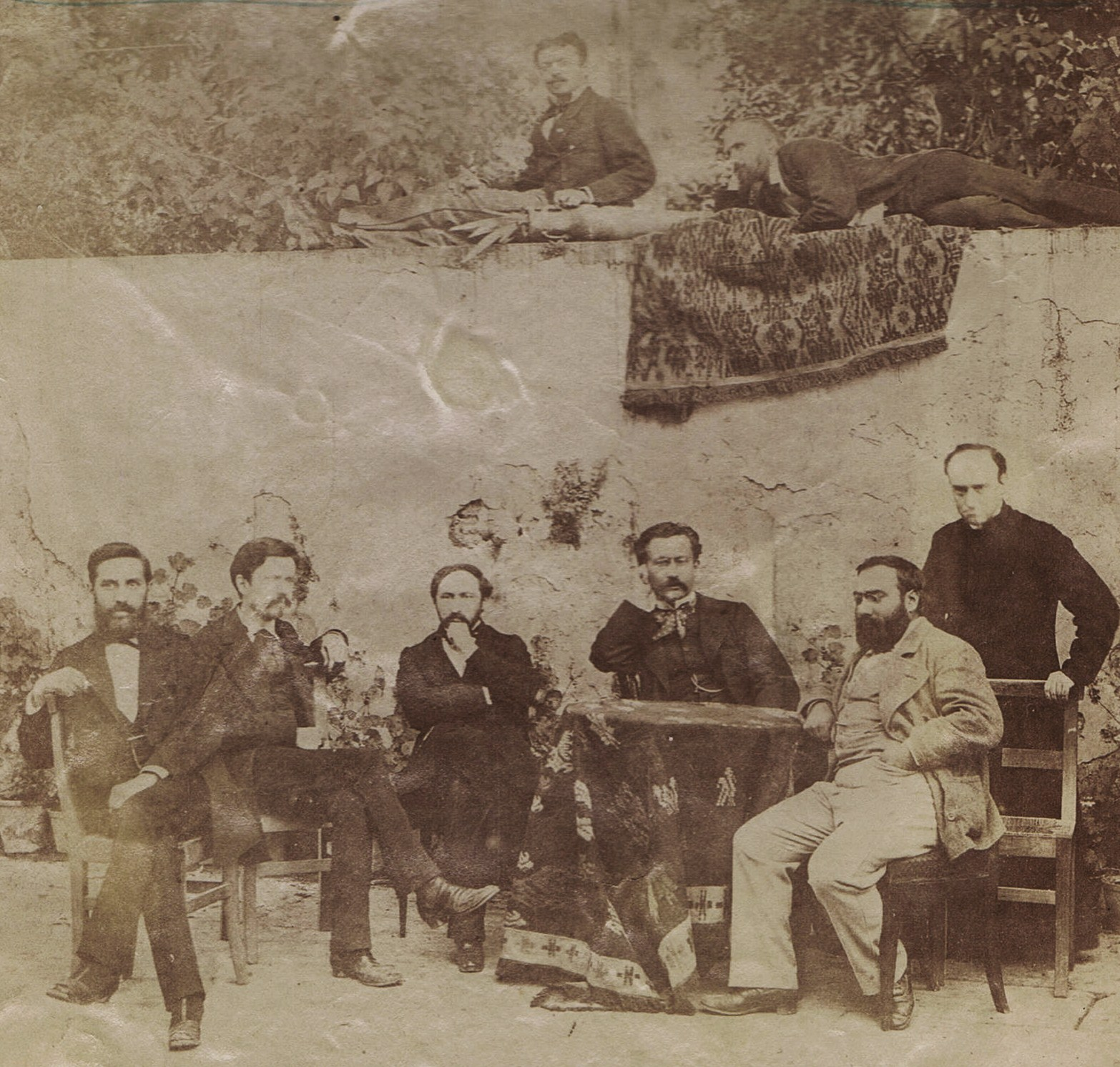
Louis Duchesne, debout à droite, École française de Rome, vers 1873/1876.

De retour en France, devenu docteur ès lettres, il refuse une chaire dans l'enseignement supérieur public et lui préfère la nouvelle chaire d'histoire ecclésiastique de l'Institut catholique de Paris. Cependant, son enseignement fait rapidement l'objet de contestations qui l'obligent à se mettre en congé durant l'année 1882-1883. En 1885, sa remise en question, dans ses cours et publications, des origines apostoliques des évêchés de Gaule suscitent les protestations de plusieurs évêques, à la suite de celle de l'archevêque de Sens Victor-Félix Bernadou, qui demandent sa tête : pour éviter le scandale, Duchesne doit solliciter un nouveau congé.
Nommé dans la foulée Maître de conférences à la IVe section de l'École pratique des hautes études de Paris, il y enseigne les sciences historiques et philologiques et en 1892, l'École crée spécialement pour lui une direction d'étude pour les antiquités chrétiennes.
Fondateur et collaborateur régulier du Bulletin critique de littérature, d'histoire et de théologie, Mgr Duchesne produit une abondante œuvre érudite sur l'histoire de l'Église : Le Liber Pontificalis en Gaule au VIe siècle, Origines du culte chrétien, Fastes épiscopaux de l'ancienne Gaule, Les premiers temps de l'État pontifical…
Appliquant les méthodes de la jeune science historique, il est reçu à l'Académie des inscriptions et belles-lettres en 1888 mais accumule critiques et soupçons dans les rangs du clergé au point qu'en 1895, il doit quitter sa chaire de l'Institut catholique, étant aussitôt nommé directeur de l'École française de Rome par les autorités de la République, une fonction qu'il conserve jusqu'à sa mort. Malgré ces vicissitudes avec la Curie, le pape Léon XIII songe à le faire cardinal mais finalement ne lui confère, en 1900, que la dignité de protonotaire apostolique, ce qui lui ouvre néanmoins à la titulature de « monsignor ».
En 1902, il entame une importante correspondance avec Augustine Bulteau qui va durer jusqu'en 1922.

### Modernisme

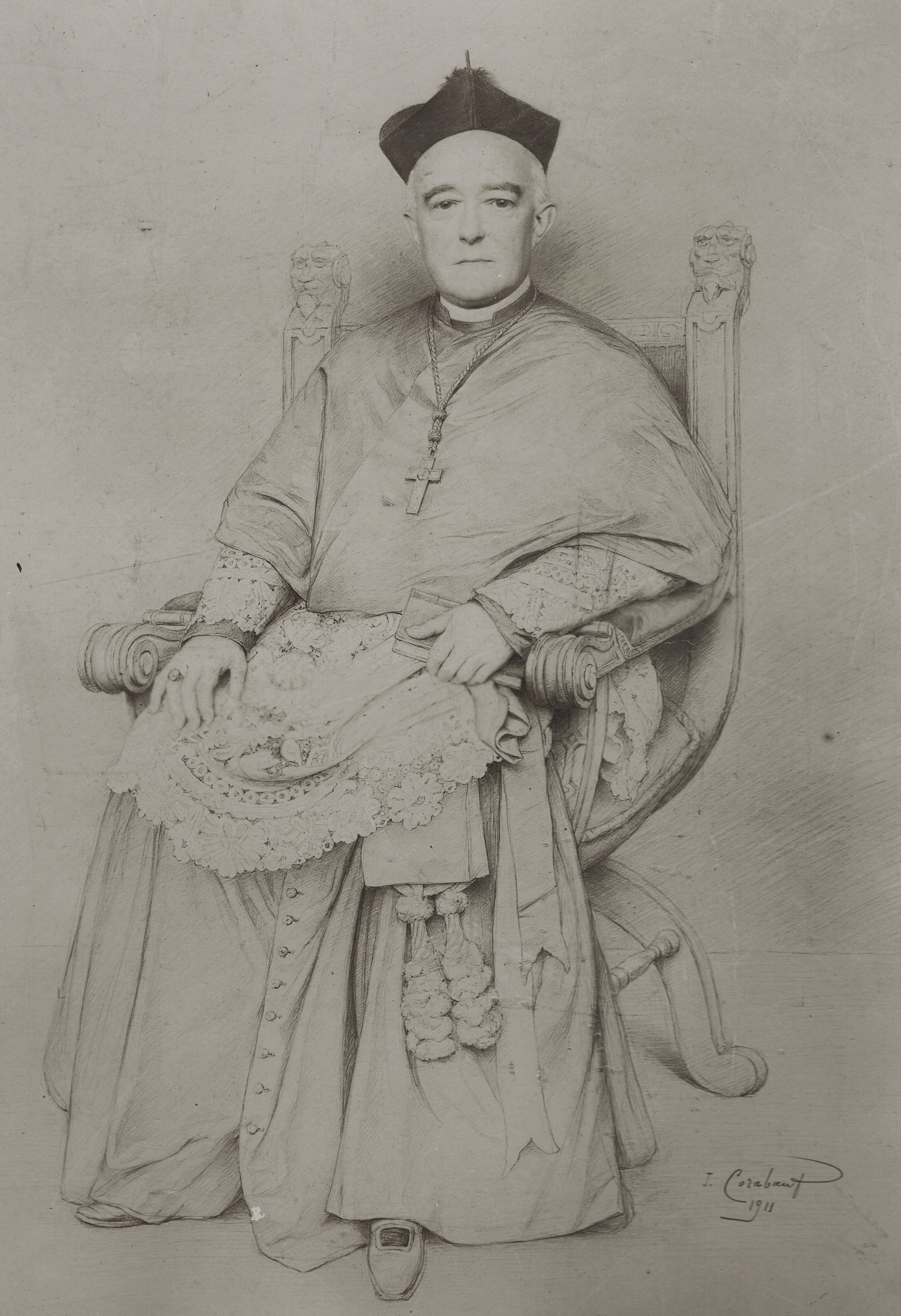
Louis Duchesne en habit de protonotaire, dessin de Jean Coraboeuf, 1911.

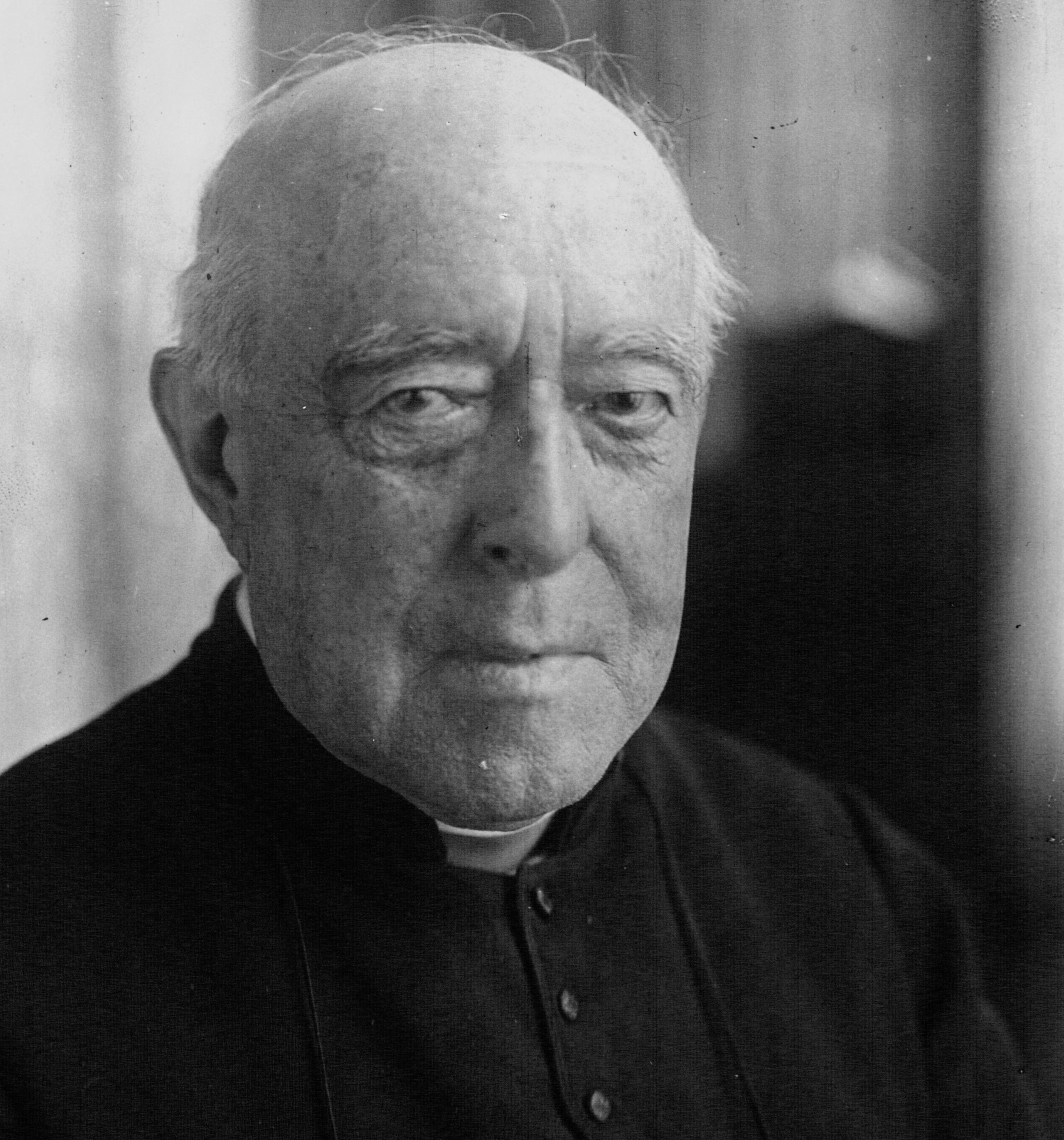
L'académicien Louis Duchesne en 1920.

Ses livres lui valent de prestigieuses reconnaissances (chanoine honoraire de Paris, commandeur de la Légion d'honneur, docteur honoris causa des universités de Cambrige et Jagellonne...), d'être reçu à l'Élysée par Émile Loubet en 1904 et élu à l'Académie française où il est reçu en janvier 1911. Mais ses travaux inquiètent la hiérarchie catholique à tel point que le pape Pie X, principal adversaire du modernisme qu'il condamne en 1907 dans l'encyclique Pascendi, juge son Histoire ancienne de l'Église trop moderniste et la met à l' Index en janvier 1912. Duchesne, « [s'inclinant] respectueusement devant le décret », fait alors acte de soumission à l'autorité pontificale. Il poursuit néanmoins la rédaction du quatrième volume de son Histoire — auquel il donne un titre différencié des trois premiers, suivant une suggestion du nouveau pape Benoît XV — qui paraît de manière posthume en 1924 avec l'Imprimatur des autorités vaticanes.
Du reste, Mgr Duchesne n'a jamais caché son opinion sur la politique, qu'il estime un peu naïve, de Pie X. Lorsque parait l'encyclique Gravissimo officii munere, à la suite de la Séparation de l'Église et de l'État, il déclare malicieusement : « Avez-vous lu la dernière encyclique du Saint-Père, Digitus in oculo (« doigt dans l'œil ») ? »; et toujours à propos de Pie X, qui a été patriarche de Venise avant de devenir pape : « C'est un gondolier vénitien dans la barque de saint Pierre : il est naturel qu'il la conduise à la gaffe…».
Louis Duchesne meurt à Rome le 21 avril 1922, son corps est ramené en Bretagne, transitant dans sa maison de la Cité d'Aleth, à Saint-Servan. Il repose au petit cimetière marin du Rosais.

### Académicien

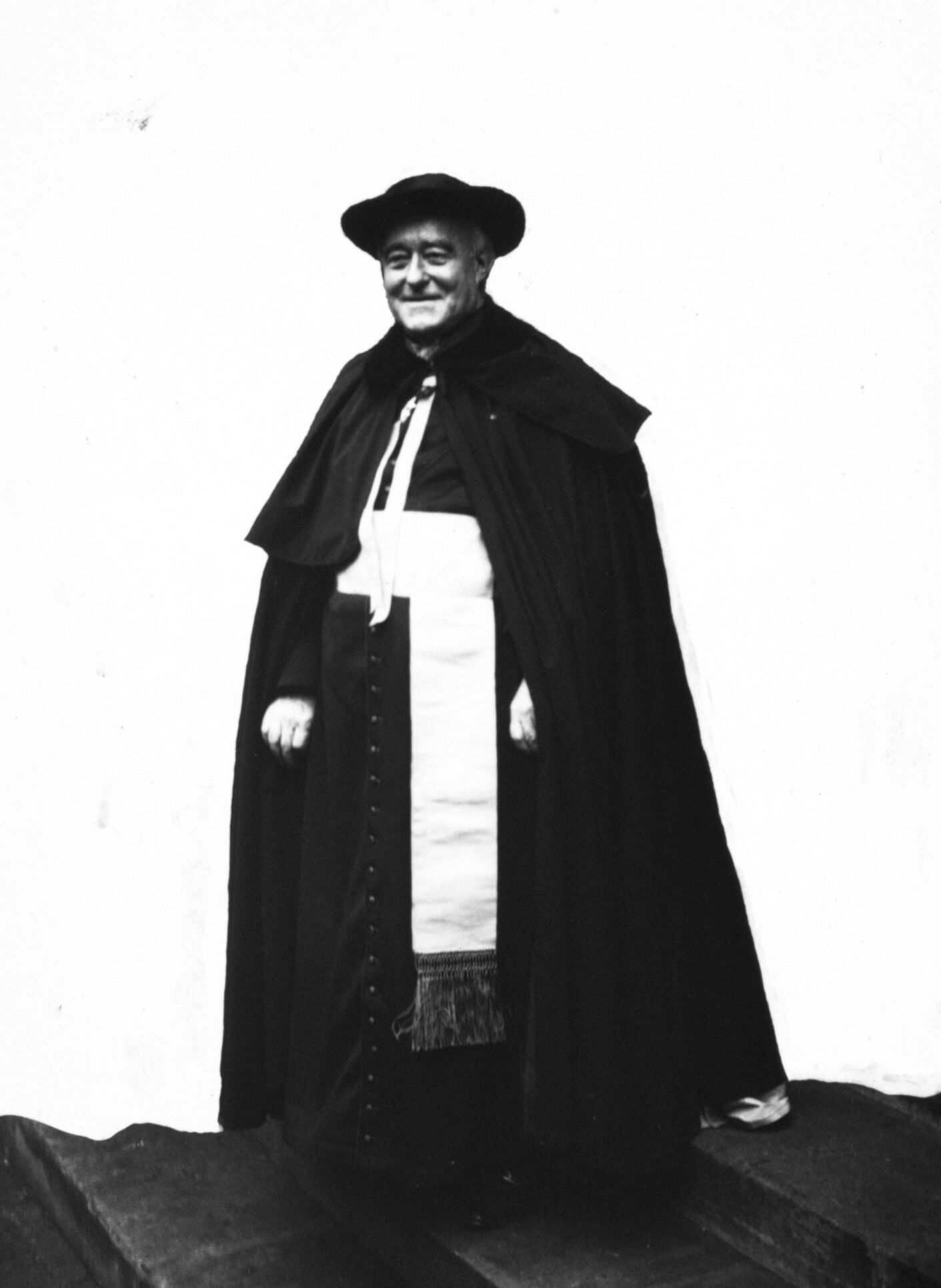
Louis Duchesne lors de sa réception à l'Académie française le 26 janvier 1911.

Membre de plusieurs académies étrangères (Berlin, Göttingen, Rome et Turin), Mgr Louis Duchesne est élu à l'Académie française le 26 mai 1910, lors de la remise du fauteuil du cardinal Mathieu. Appuyé notamment par Pierre Loti et s'opposant aux candidatures droitières, Mgr Duchesne triomphe par 17 voix sur 32 votants. Dans L'Humanité, Jean Jaurès salue sa nomination. Il est reçu le 26 janvier 1911 par Étienne Lamy, devenant le voisin sous la coupole de Raymond Poincaré et d'Anatole France. À cette occasion, le dessinateur Francisque Poulbot le caricature dans l'hebdomadaire parisien Les Hommes du jour du 4 février. À son tour, en juillet 1920, il reçoit le maréchal Lyautey.
Mgr Duchesne fut président de la Société des Antiquaires de France à partir de 1893.

## Iconographie

### Buste par Philippe Besnard
L'année 1913 voit arriver à Rome la famille Besnard. Le peintre Albert Besnard est en effet nommé directeur de l'Académie de France à Rome à la Villa Médicis. Louis Duchesne fréquente assidument les Besnard. Philippe Besnard évoque à plusieurs reprises dans ses Mémoires leurs rencontres. Ces rencontres finissent par déboucher en 1915 sur une commande d'un buste du prélat au jeune sculpteur. Les séances de pose et les appréciations de Rodin sur le buste sont relatées dans les mémoires de l'artiste. Le plâtre (aujourd’hui dans une collection particulière) est exposé en 1920 à Paris à la Société nationale des beaux-arts (no 1387). Une version en marbre (aujourd'hui à l'Institut de France) fut exposée en 1922, également à la SNBA. Un masque en terre cuite (collection particulière) a été exposé en 1928 à Bruxelles à la galerie des artistes français.

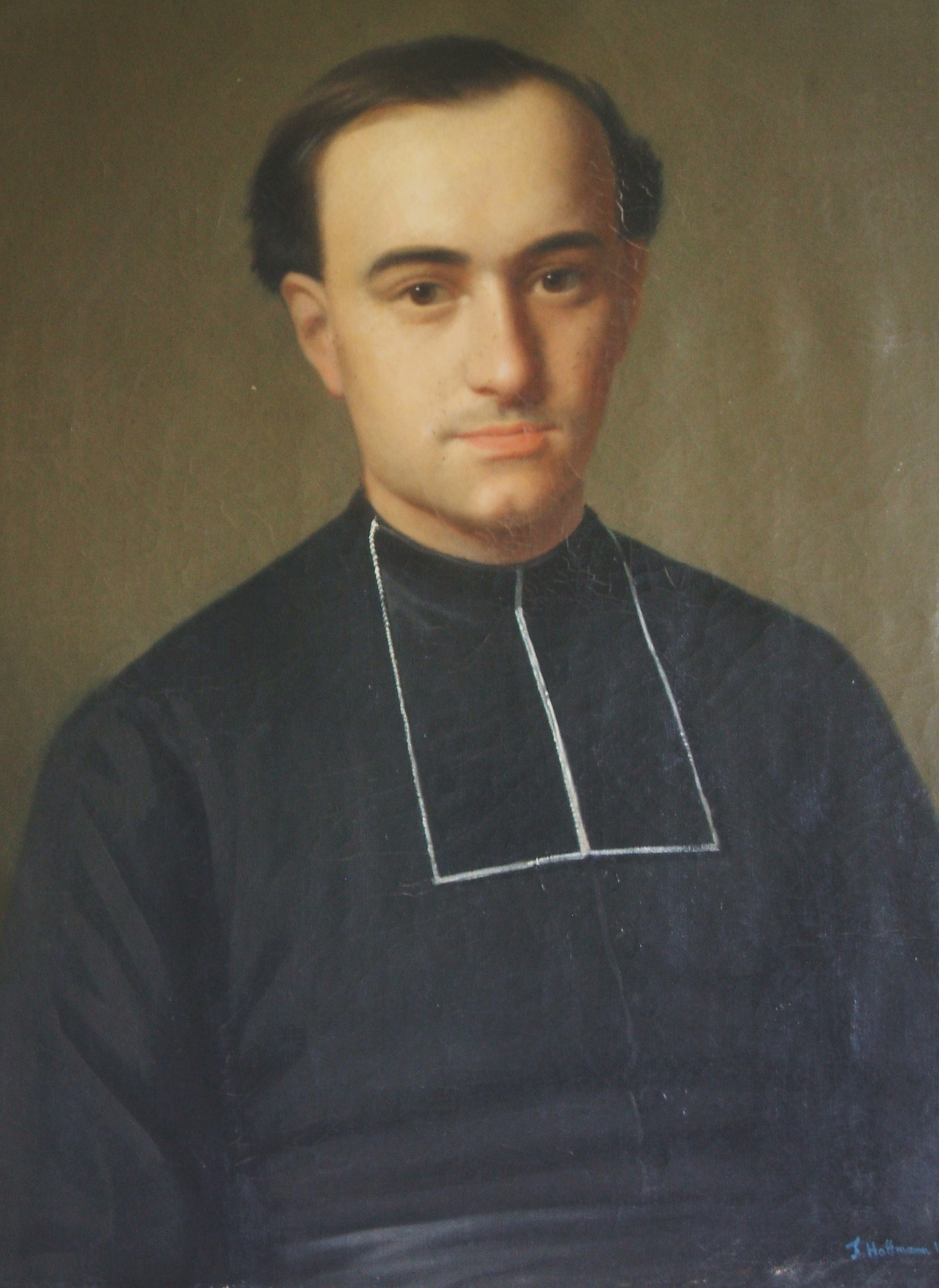
Toile de François Hoffmann peinte en 1871.
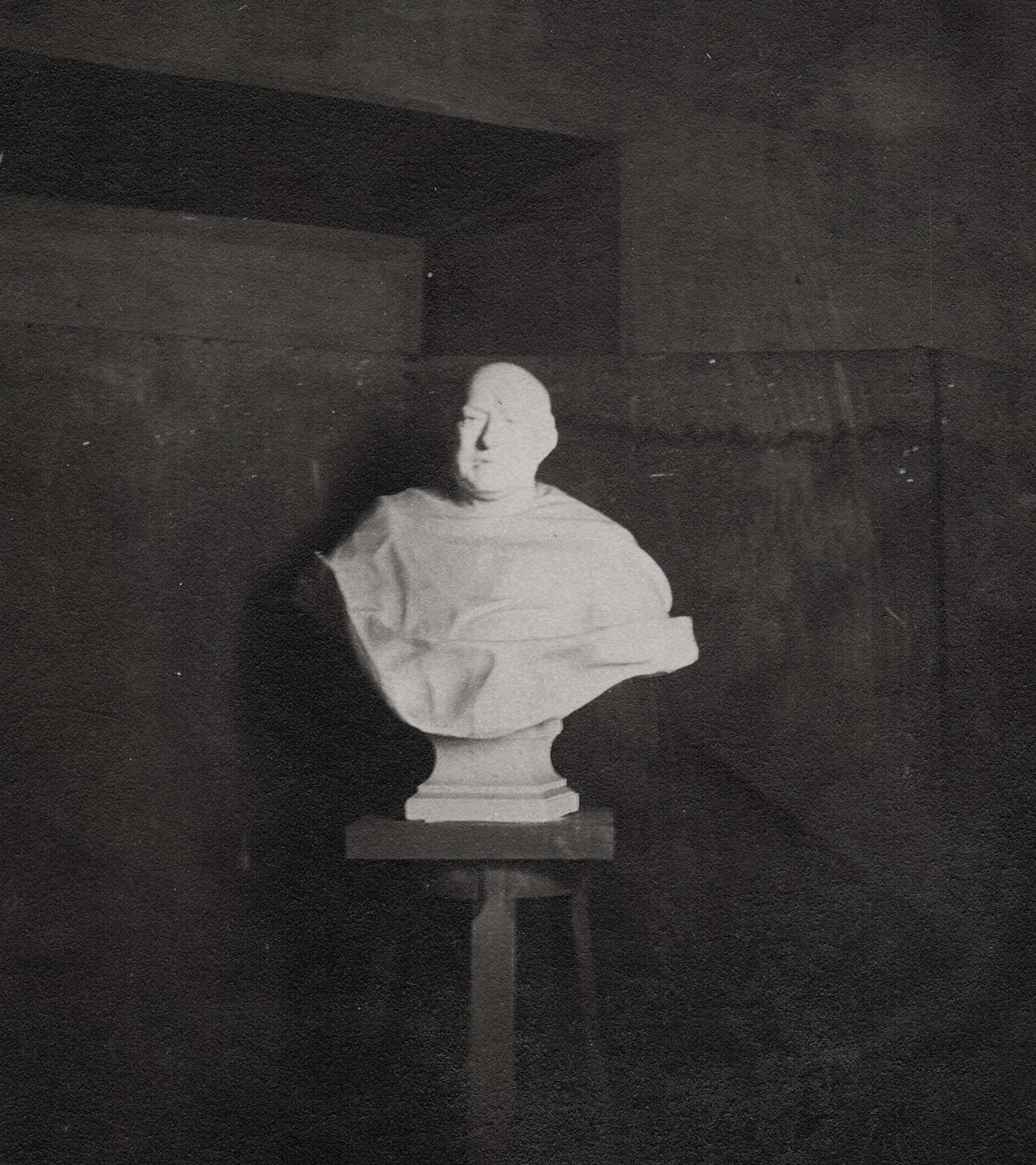
Buste par Philippe Besnard.
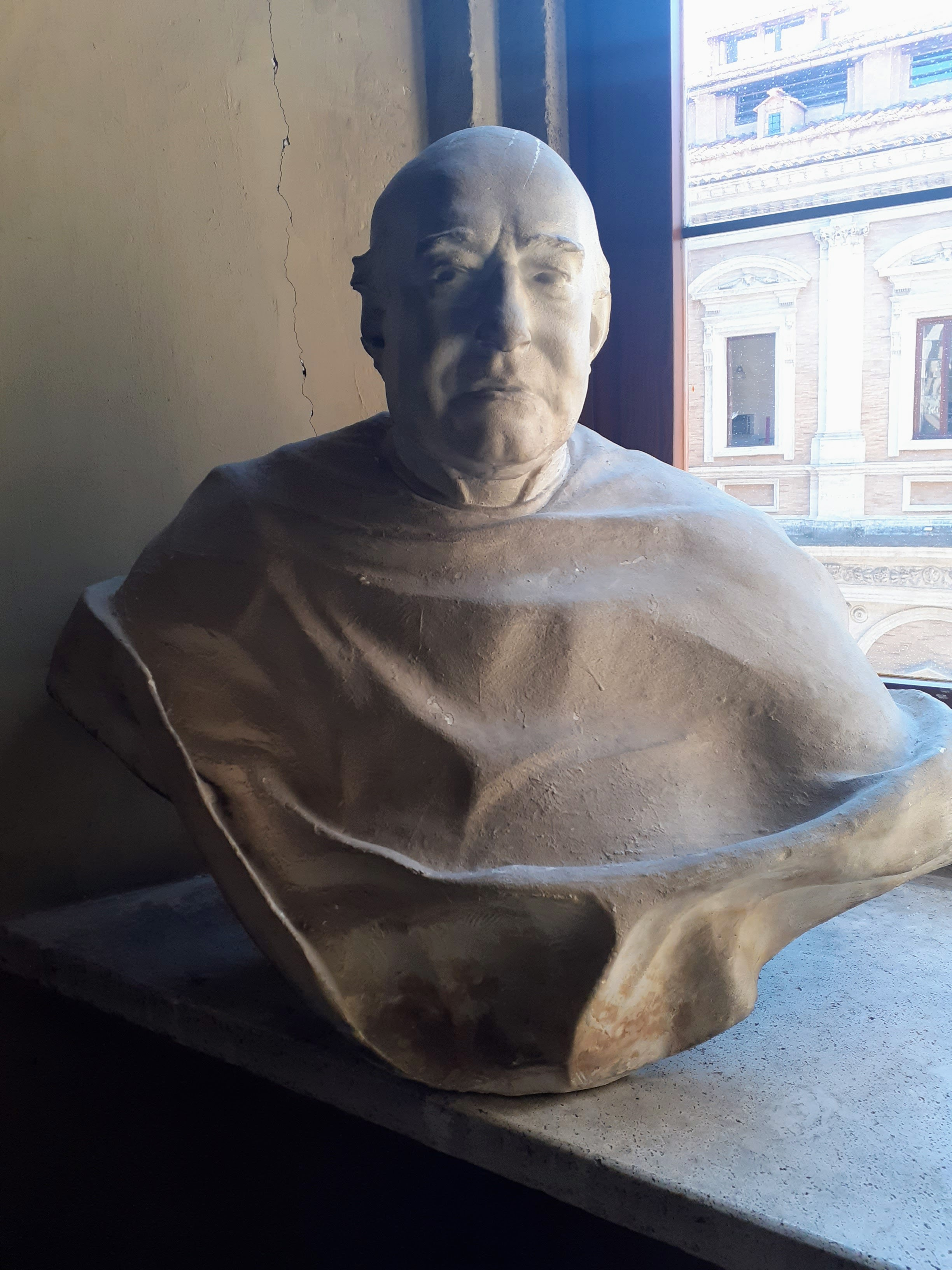
Buste par Benoît Soubeyran, Bibliothèque de l'École française de Rome, Palais Farnèse.
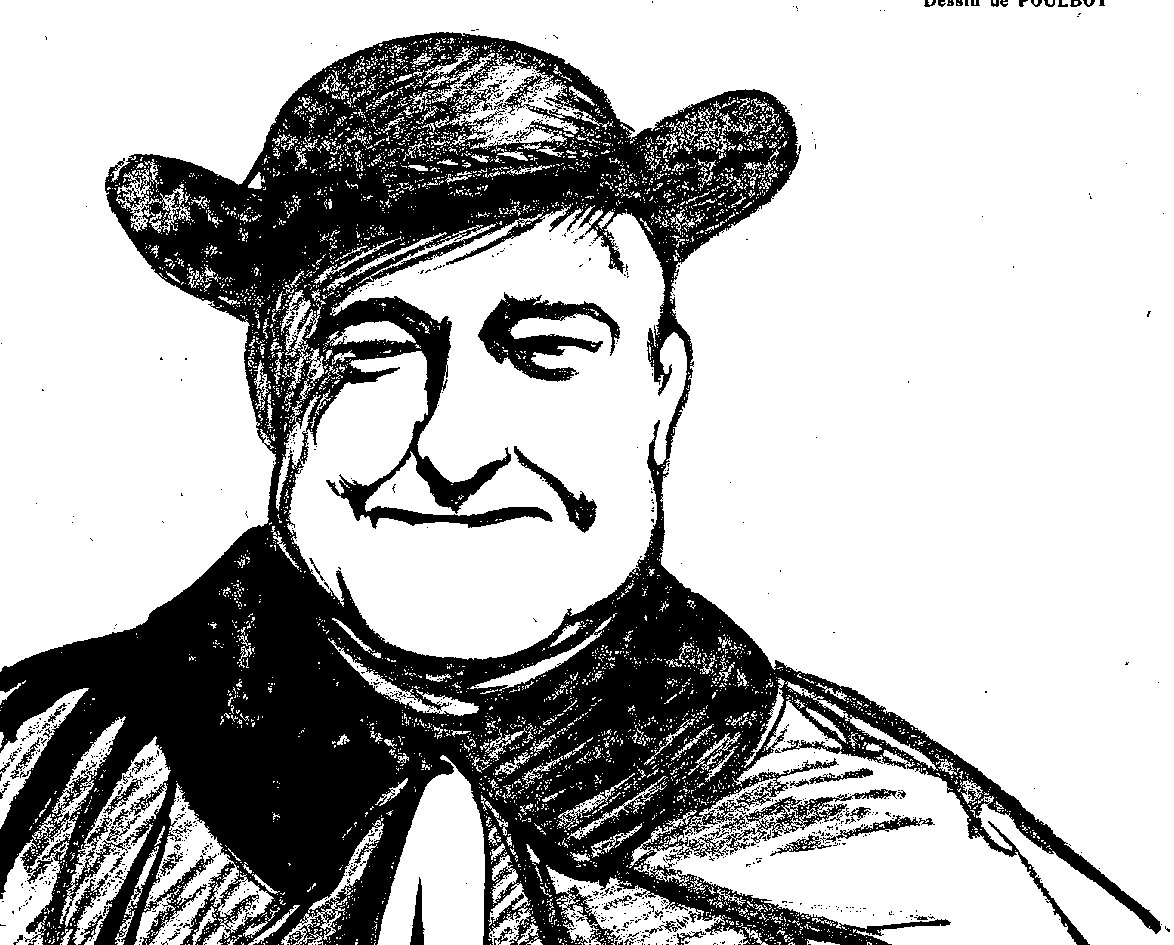
Louis Duchesne par Francisque Poulbot, paru le 4 février 1911, dans Les Hommes du jour.
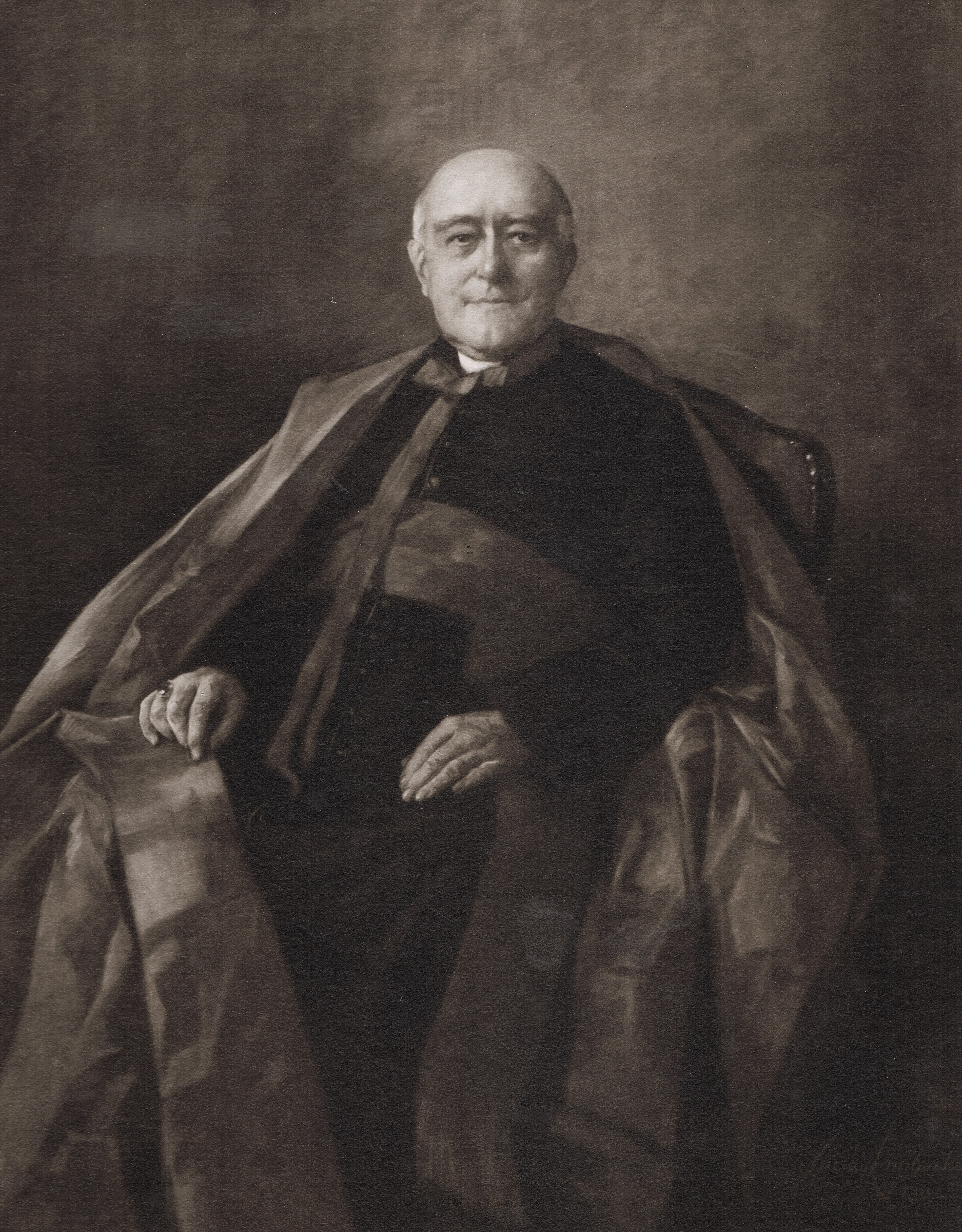
Pastel signé Lucie Lambert, daté de 1911, donné par le Dr Paul Miniac (1927-1995) à la Ville de Saint-Malo en 1972.
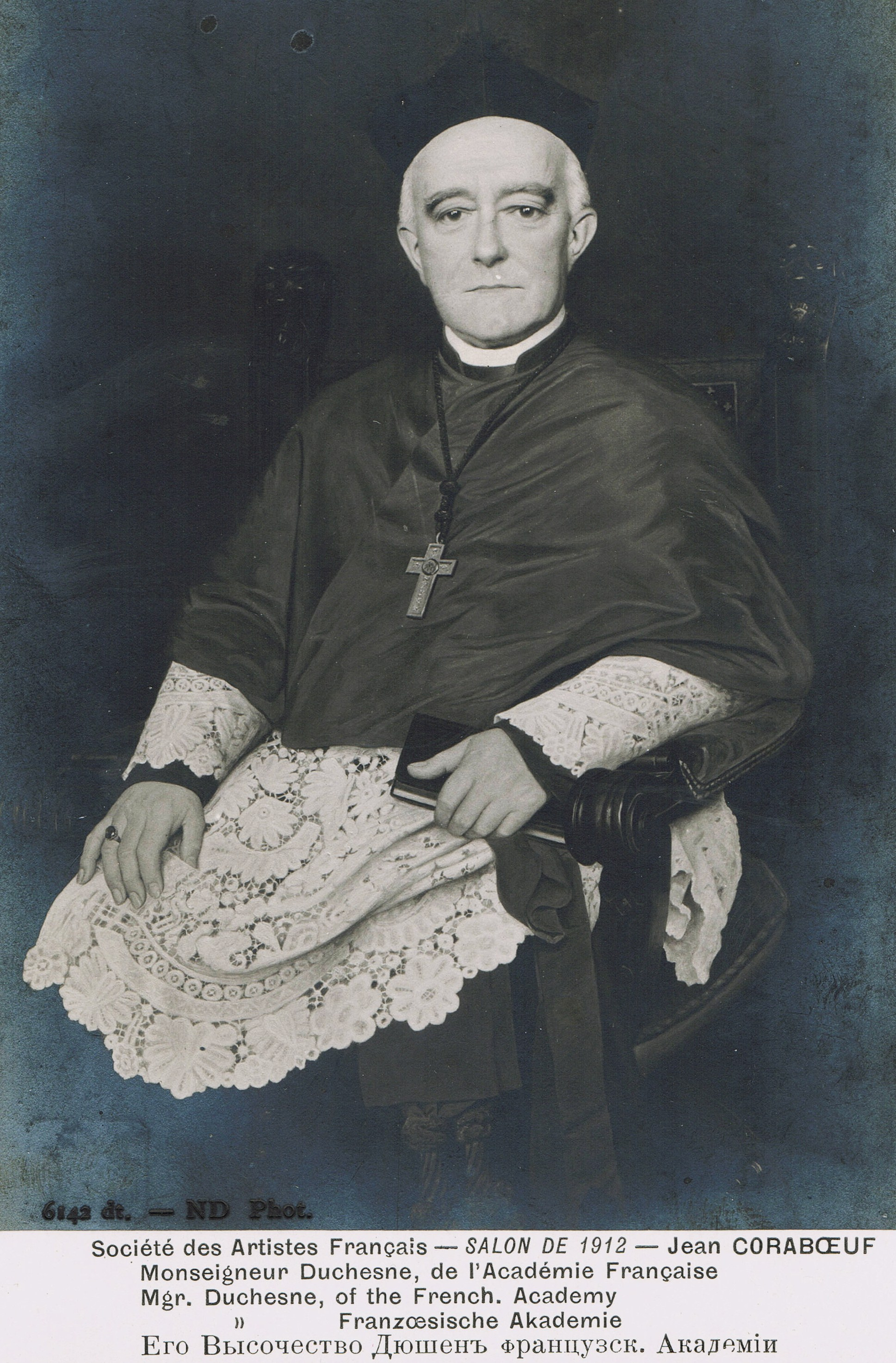
Toile de Jean Coraboeuf datée de 1912, offerte par l'artiste à la Ville de Saint-Servan-sur-Mer.
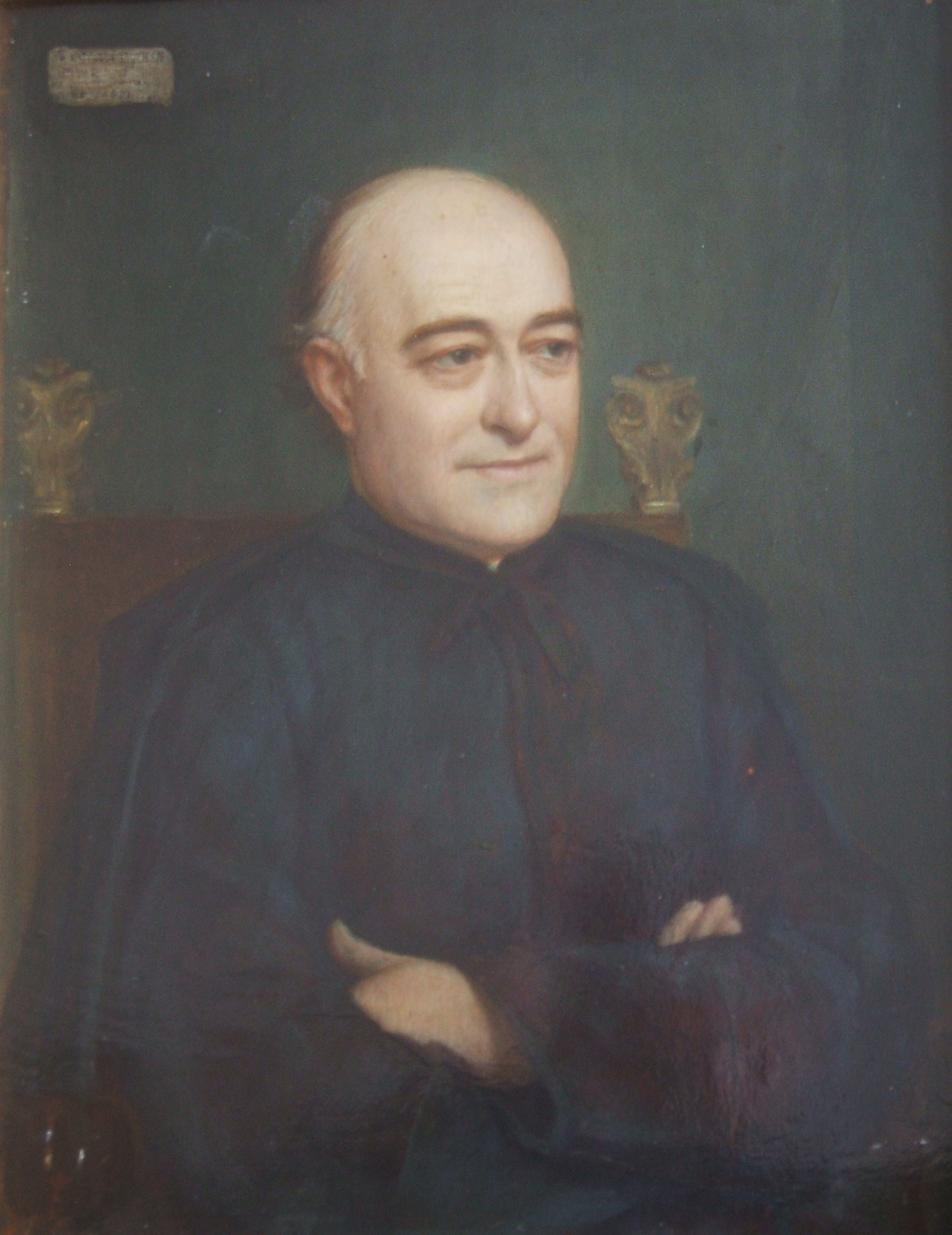
Huile sur bois par le comte Napoleone Parisani.
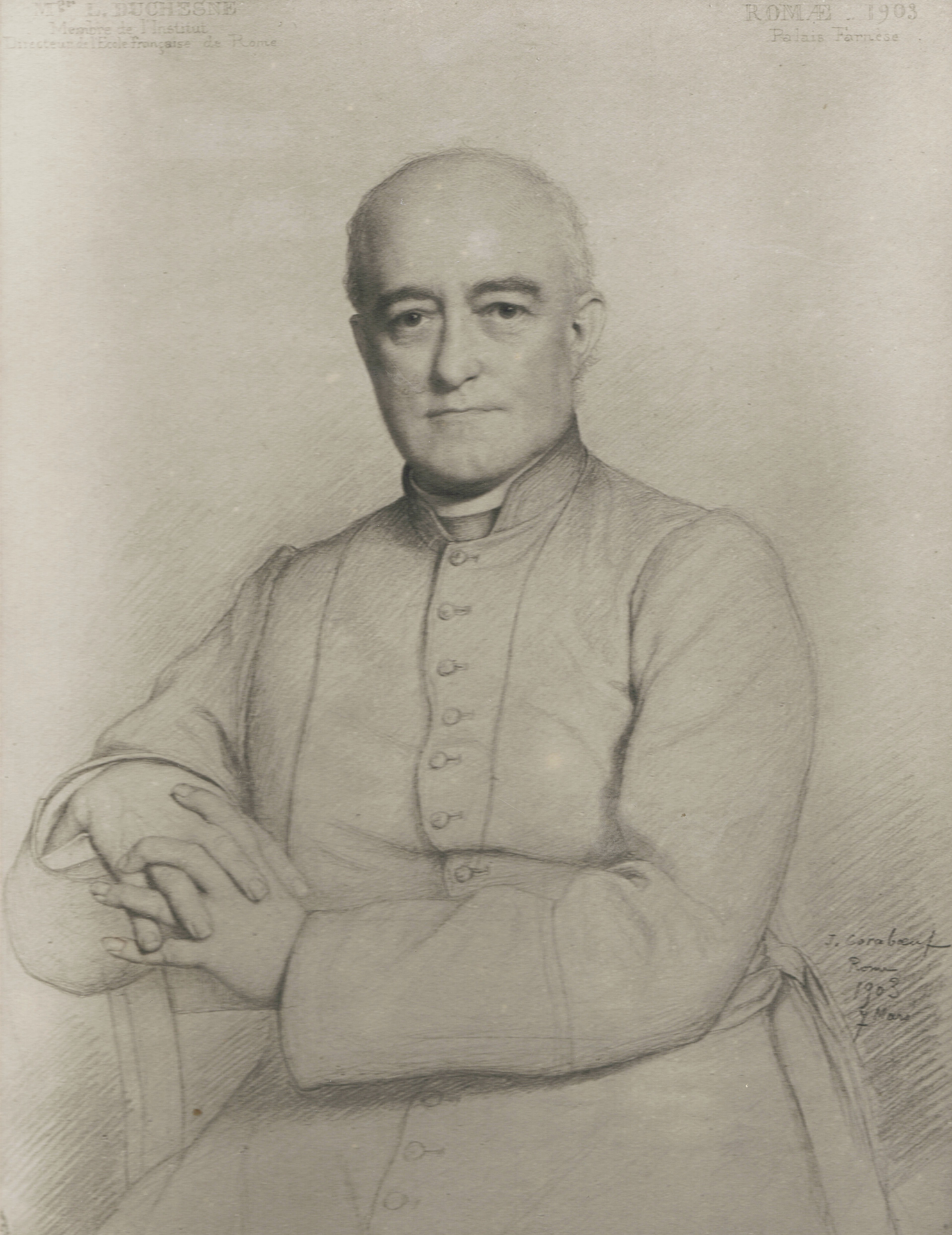
Dessin du peintre Jean Coraboeuf, daté du 7 mars 1903.
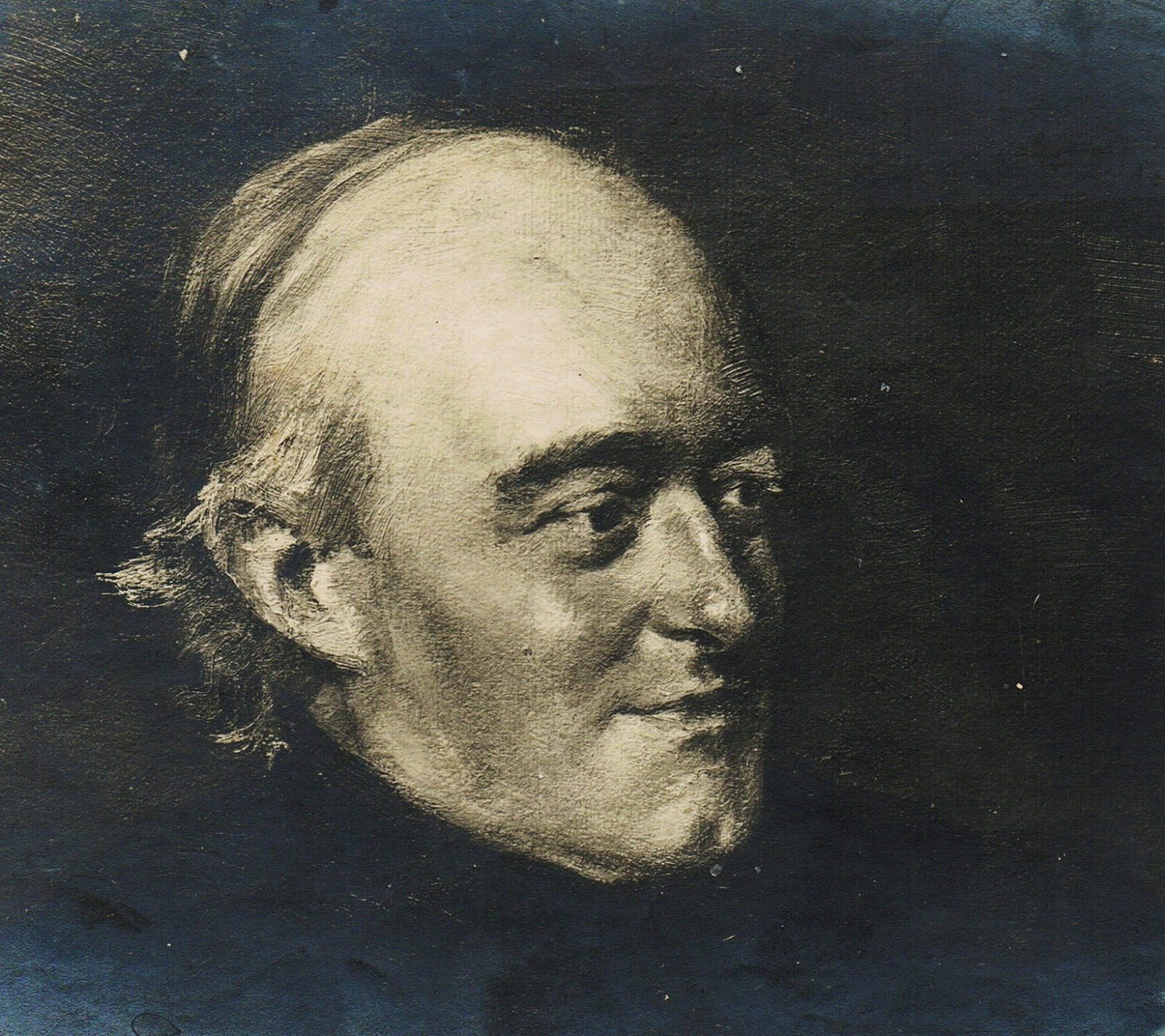
Portrait par la princesse impériale russe Olga Bariatinsky.
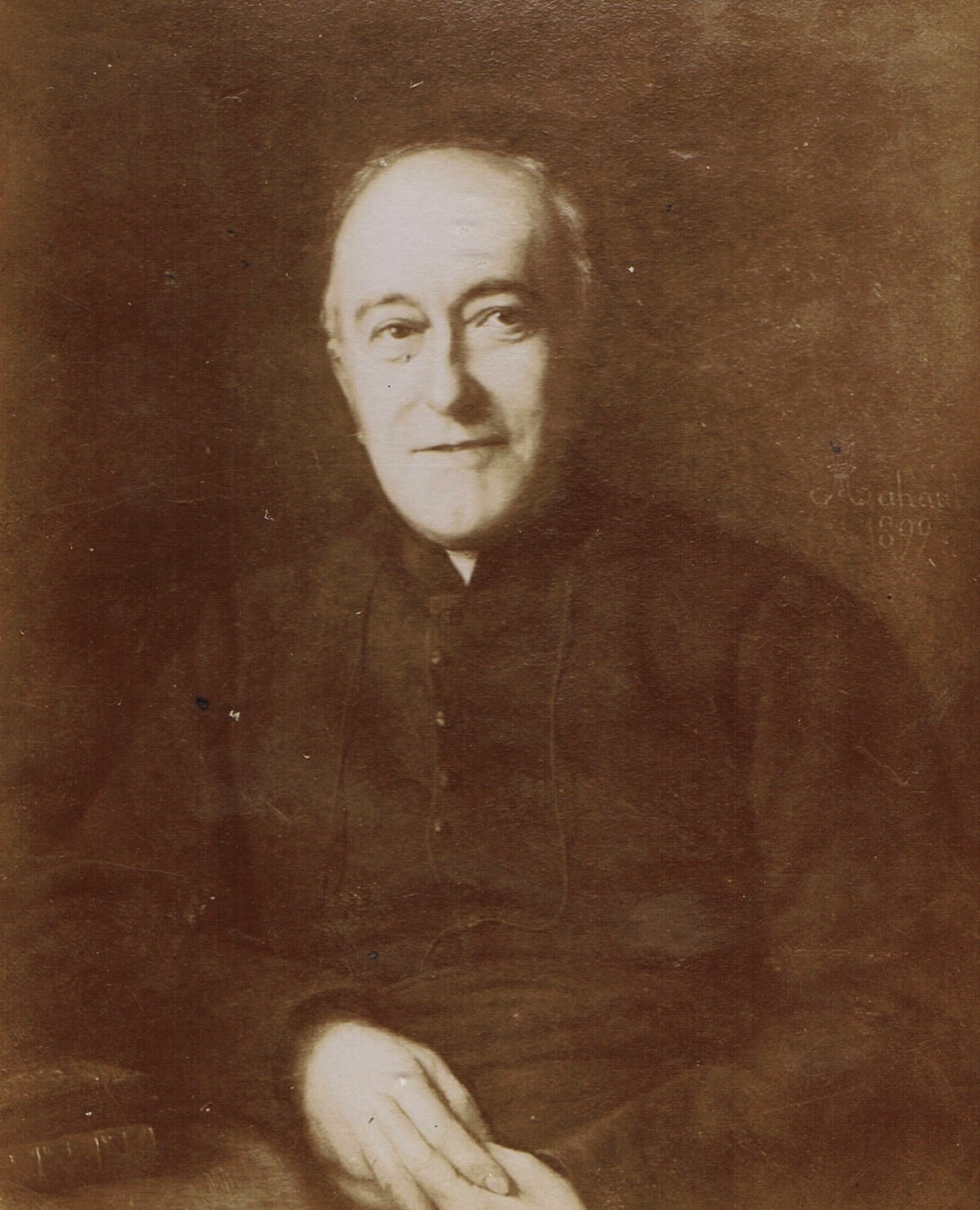
Huile signée Rahauts et datée de 1899. Cette œuvre était jadis exposée au palais Farnèse à Rome.
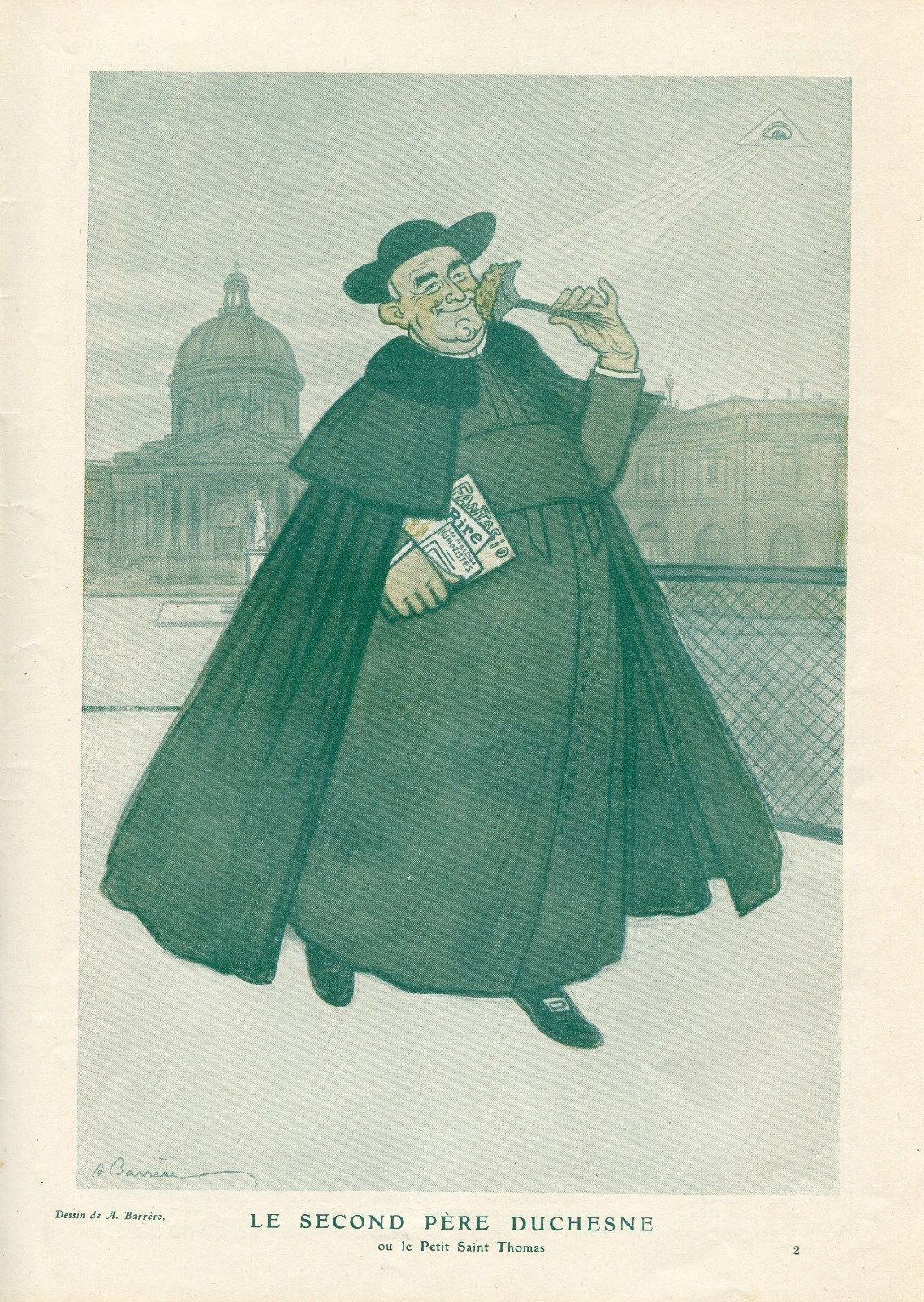
Dessin d'Adrien Barrère, Le second père Duchesne, paru dans le magazine Fantasio en 1911.
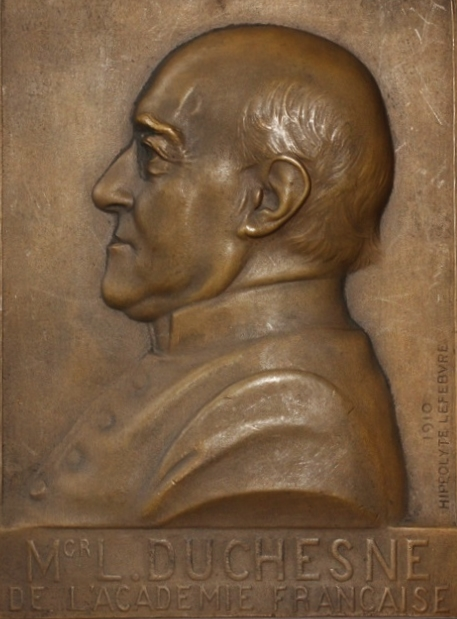
Médaillon, daté de 1910, du sculpteur Hippolyte Lefebvre.
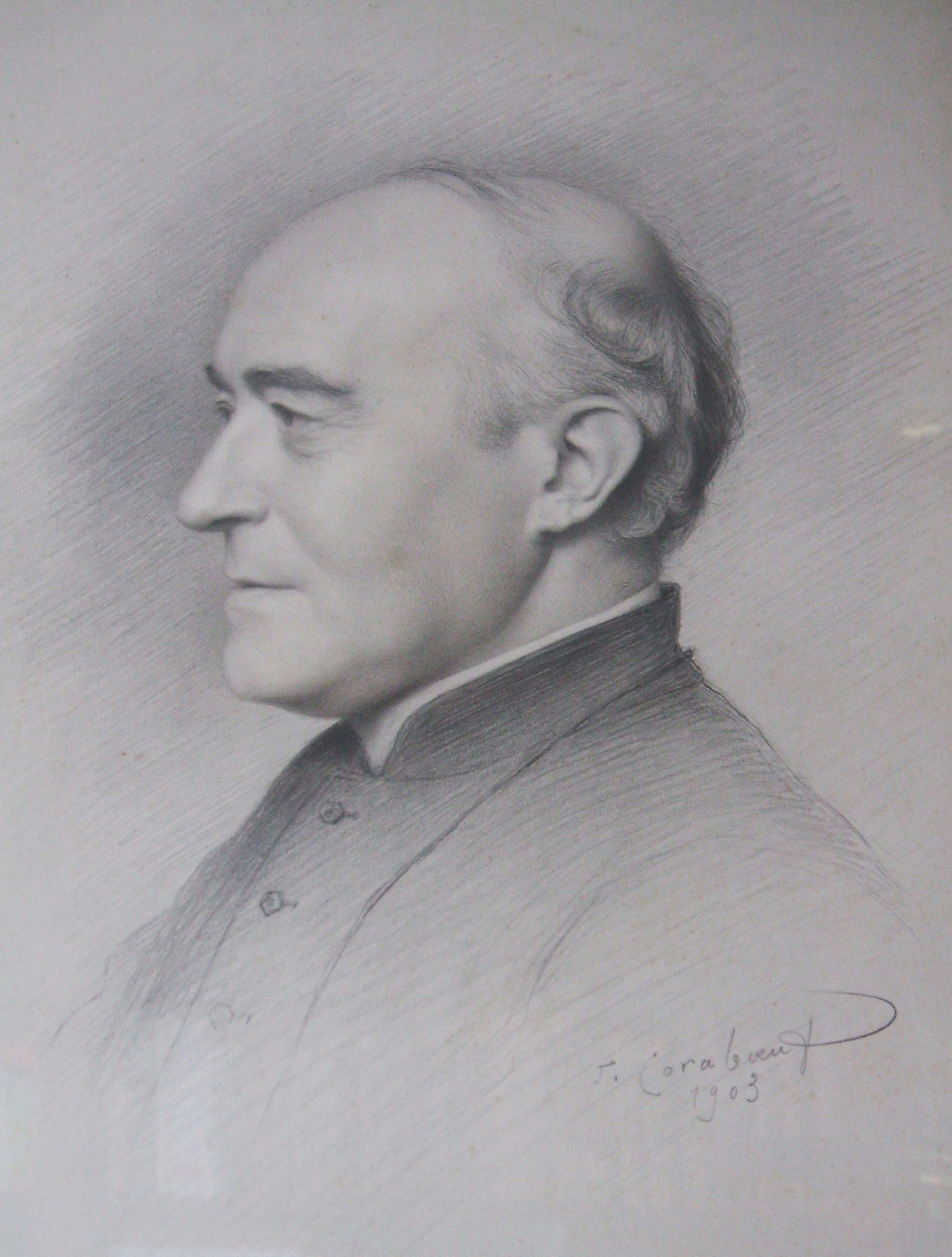
Dessin de Jean Coraboeuf, signé et daté de 1903.
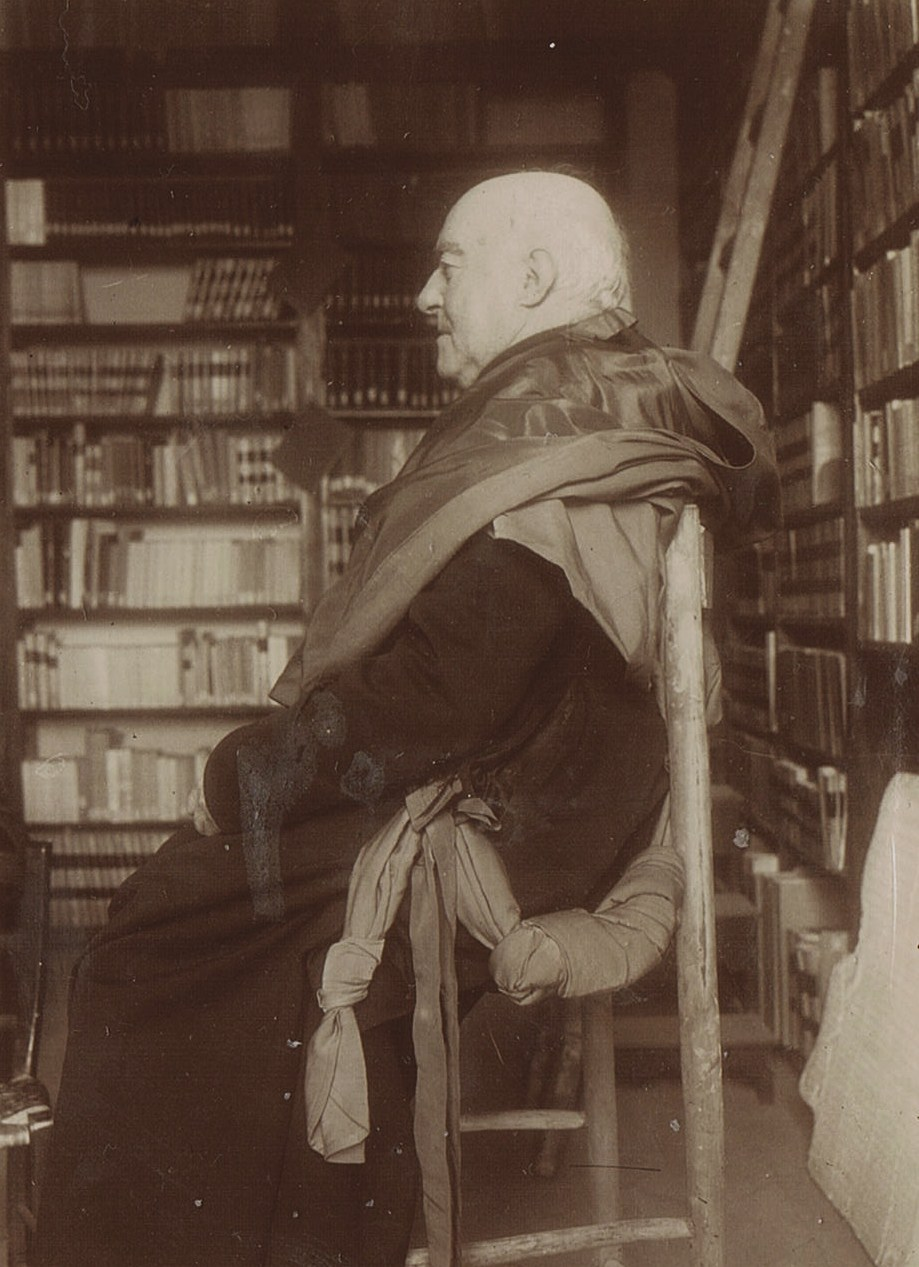
Louis Duchesne posant pour le sculpteur français Philippe Besnard.

### Imagerie publicitaire
Personnalité connue, Mgr Duchesne est appelé à faire la promotion du vin d'Angelo Mariani en 1902, à l'image du pape Léon XIII et d'Émile Zola, par exemple.
Après 1910, Louis Duchesne est représenté sur une carte à collectionner (no 594), en chromolithographie, de la marque parisienne Chocolat Guérin-Boutron (1775-1942). Cette carte s'intégrait au Livre d'or des célébrités contemporaines (2 volumes).

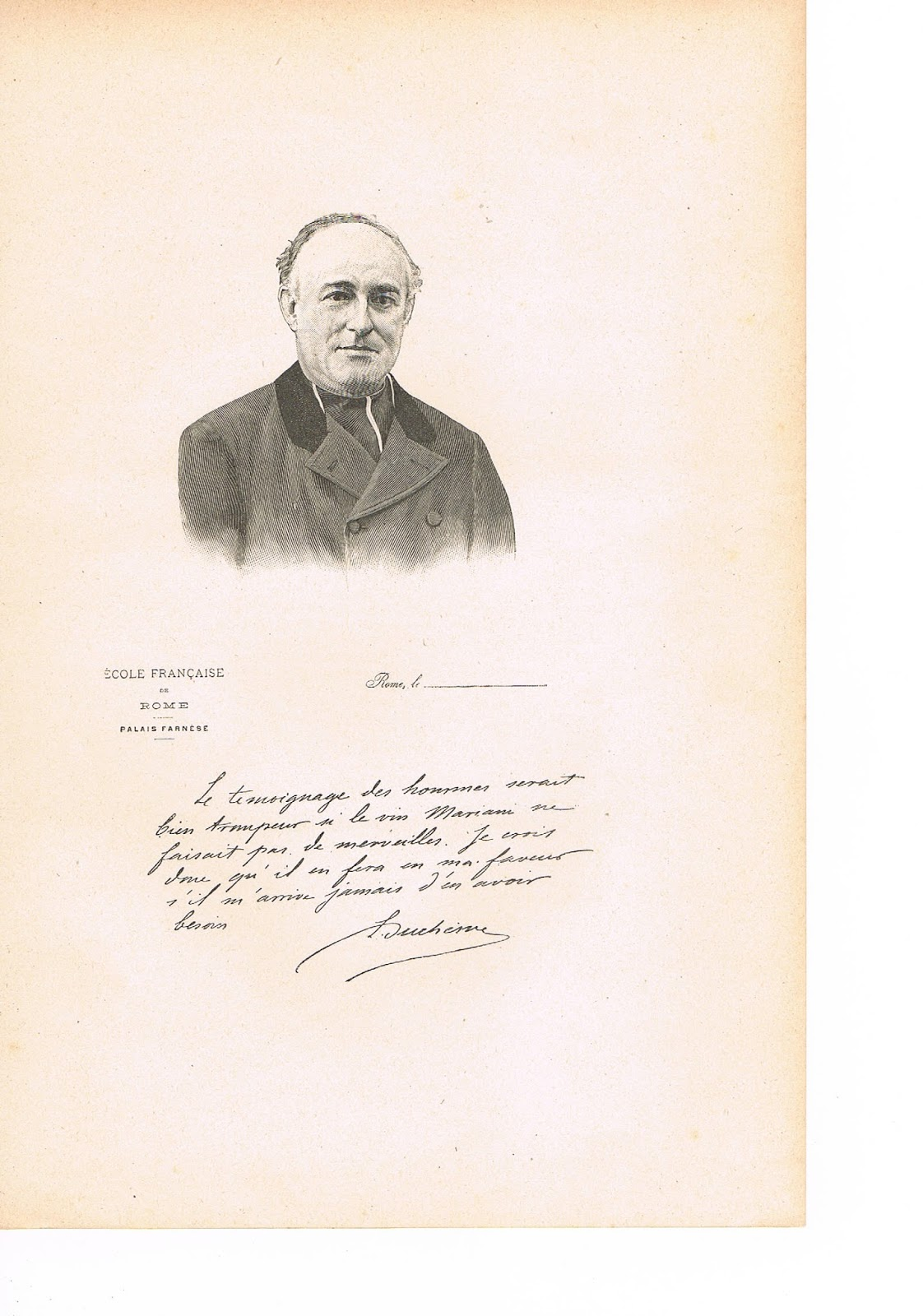
Mgr Duchesne vante le vin Mariani (gravure d'Henri Othon Brauer).
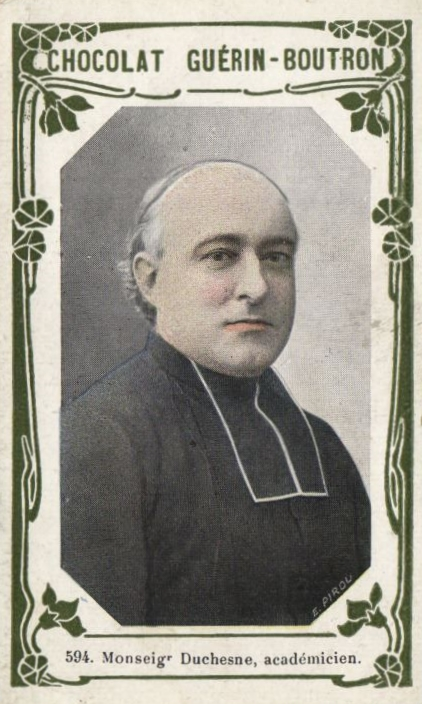
La carte à collectionner des albums de la marque de chocolat Guérin-Boutron.

### Famille
Louis Duchesne instaure son neveu le servannais Paul Miniac (1851-1936) comme légataire universel. Pour petit-neveu, Mgr Duchesne a aussi Edmond Miniac (1884-1947), avocat général à la cour de cassation, et Alexandre Miniac (1885-1963), architecte du Monument historique de l'Hôtel de ville d'Albert).

## Hommages

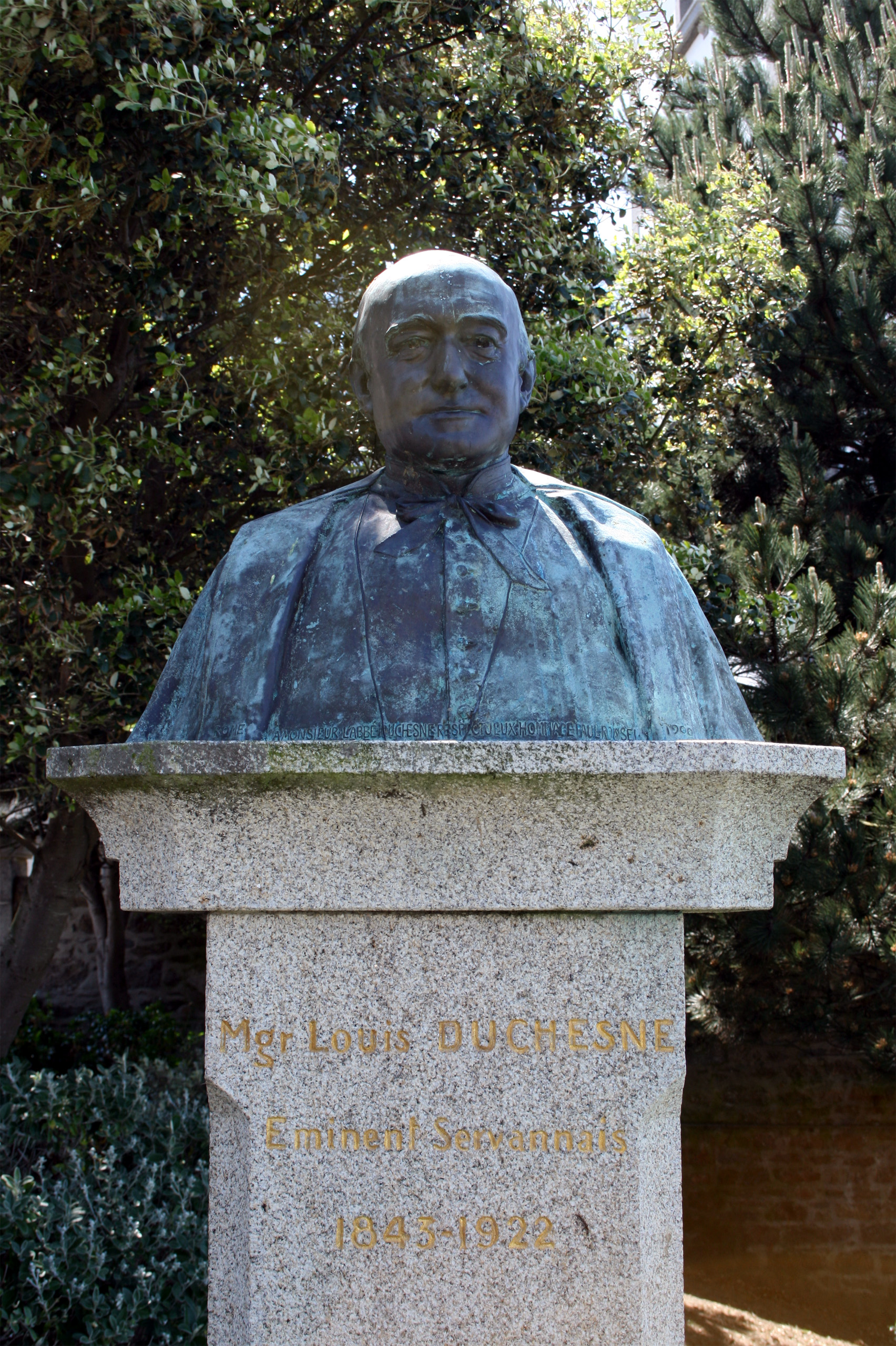
Buste de Louis Duchesne, bronze de Paul Roussel installé sur la place consacrée à l'ecclésiastique à Saint-Malo.

À sa mort, le Times salue l'œuvre de ce « petit-neveu de Voltaire » selon Alfred Loisy, traduite en de nombreuses langues. Dans l'année suivant sa mort, paraît Monseigneur Duchesne chez lui en Bretagne d'Étienne Dupont. Encore aujourd'hui son œuvre est étudiée dans les universités et les séminaires, après avoir été réhabilitée par la hiérarchie. L'académicien et archéologue Jérôme Carcopino évoque longuement Mgr Duchesne dans ses Souvenirs romains, en 1968. Le 25 novembre 1972, à l'occasion du cinquantenaire de sa disparition, une plaque commémorative est apposée sur la maison natale de Mgr Duchesne, place de la Roulais, par la Société d'histoire et d'archéologie de l'arrondissement de Saint-Malo. Le fruit d'un colloque consacré à Mgr Duchesne en 1973 au palais Farnèse est édité à Rome en 1975. Au cours de ce colloque, le pape Paul VI réhabilite sa mémoire.
Une thèse de doctorat d'histoire lui est consacrée en 1992 par Brigitte Waché. En juillet 1995, René Couanau inaugure une buste en bronze offert par le docteur Paul Miniac (1928-1995), légataire de Louis Duchesne, Place Monseigneur-Duchesne à Saint-Malo. En mars 1996, Hélène Carrère d'Encausse évoque l'œuvre de Mgr Duchesne dans son discours de réception à l'Académie française du cardinal Lustiger.
Le 17 octobre 2016, parallèlement à une exposition sur Louis Duchesne, la Société d'Histoire et d'Archéologie de l'Arrondissement de Saint-Malo, dont Duchesne fut le président d'honneur de 1899 à 1922, a organisé un Colloque Louis Duchesne au Théâtre Chateaubriand de Saint-Malo.
Une rue à Saint-Brieuc, une autre à Rennes et une place à Saint-Malo, anciennement à Saint-Servan-sur-mer, rendent hommage à Mgr Duchesne.

## Publications principales de Louis Duchesne

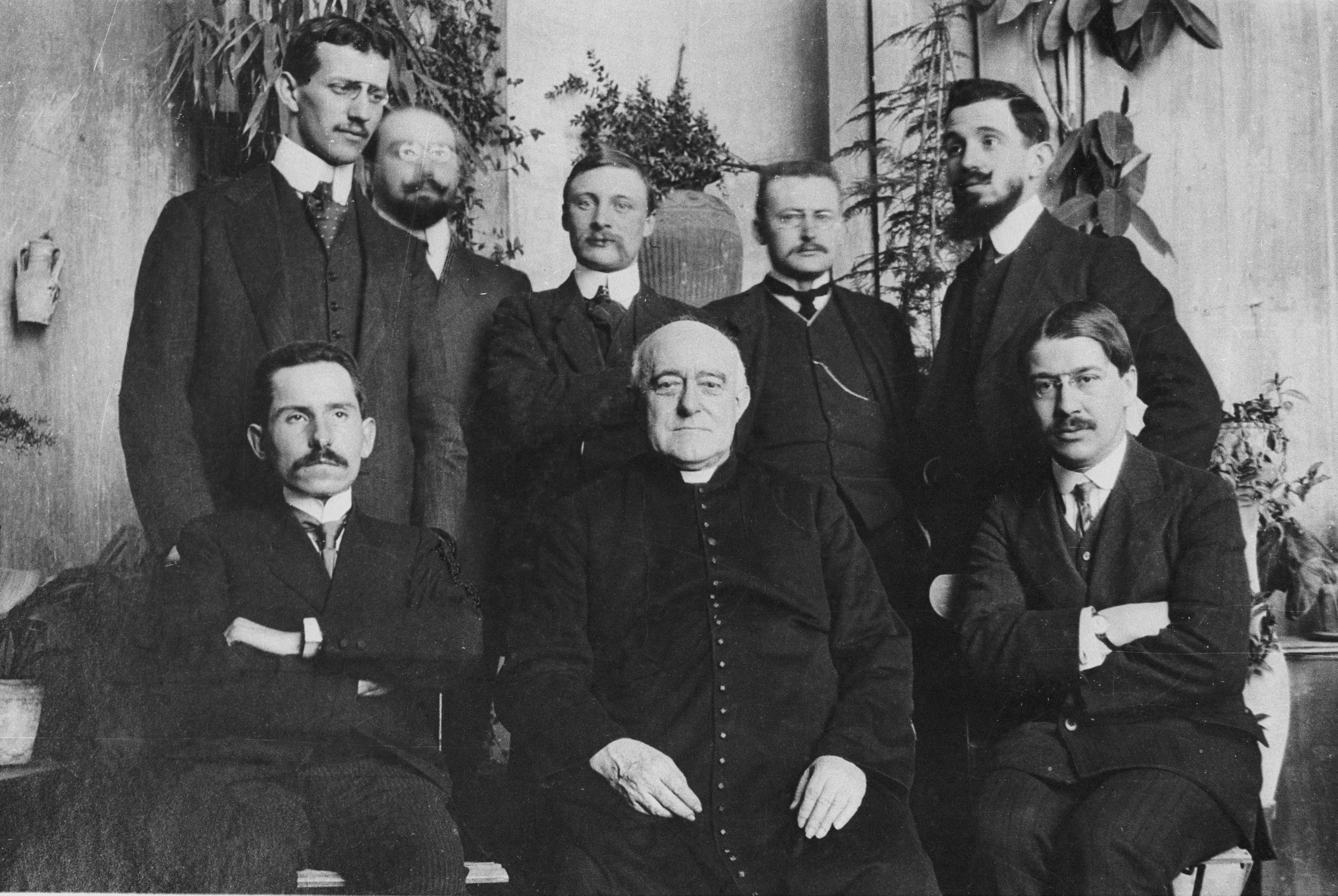
Louis Duchesne entouré de ses élèves de la promotion 1911-1912 de l'Ecole française de Rome.

Louis Duchesne a produit une œuvre particulièrement abondante. Une bibliographie étendue en a été établie par l'historien Jean-Charles Picard en 1973 qui, si elle ne prétend pas être exhaustive, ne s'en étire pas moins sur trente-huit pages, couvrant les années 1877 à 1924. On trouvera quelques compléments à cette liste sur le site de la Bibliothèque nationale de France et sur le portail Persée.

### Ouvrages
- Étude sur le Liber Pontificalis : suivie de : I- Recherches sur les manuscrits archéologiques de Jacques Grimaldi par Eugène Müntz, II- Étude sur le Mystère de Sainte Agnès par Léon Clédat, Paris, Ernest Thorin éditeur, coll. « Bibliothèque des Écoles françaises d'Athènes et de Rome no 1 », 1877 (lire en ligne), p. 1-221
- Louis Duchesne, De Macario Magnete et scriptis ejus, Paris, Friedrich Klincksieck, 1877
- La question de la Pâque au Concile de Nicée, Paris, Librairie Victor Palmé, 1880
- De Codicibus Mss. Græcis Pii II in Bibliotheca Alexandrino-Vaticana, Paris, Ernest Thorin éditeur, coll. « Bibliothèque des Écoles françaises d'Athènes et de Rome no 13 », 1880 (lire en ligne)
- Vigile et Pélage : Étude sur l'histoire de l'Église romaine au milieu du VIe siècle, Paris, Librairie Victor Palmé, 1884
- La crypte de Mellebaude et les prétendus martyrs de Poitiers : Extrait de la Revue Poitevine et Saintongeoise du 15 juillet 1885, Melle, imprimerie de Ed. Lacuve, libraire-éditeur, 1885, 28 p. (lire en ligne)
- Le Liber Pontificalis : Texte, introduction et commentaire, Paris, Ernest Thorin, coll. « Bibliothèque de l'École française de Rome / 2 », vol 1 : 1886, vol. 2 : 1892
- Les anciens catalogues épiscopaux de la province de Tours, Paris, éd. Ernest Thorin, 1890 (lire en ligne [sur archive.org])
- Mémoire sur l'origine des diocèses épiscopaux dans l'ancienne Gaule, Nogent-le-Rotrou, Daupeley-Gouverneur, 1890 (lire en ligne)
- La Primatie d'Arles (extrait des Mémoires de la Société nationale des antiquaires de France, t. III), Daupeley-Gouverneur, 1893, 238 p. (lire en ligne)
- Les premiers temps de l'État pontifical (754-1073), Paris, Albert Fontemoing, 1898
- Le Concile de Turin (Extrait de la "Revue historique", t. 87), Nogent-le-Rotrou, Daupeley-Gouverneur, 1905, 25 p.
- Histoire ancienne de l'Église (3 vol.), Paris, 1906-1910
  - t. 1, 1906 (2e éd., Albert Fontemoing) ; 1907 (3e éd., Albert Fontemoing) ; 1923 (3e éd., E. de Boccard)
  - t. 2, 1908 3e éd., Albert Fontemoing) ; 1910 (4e éd., E. de Boccard)
  - t. 3, 1910 (2e éd., Fontemoing et Cie) ; 1911 (5e éd., Fontemoing et Cie)
- Fastes épiscopaux de l'ancienne Gaule, vol. I : Provinces du Sud-Est, Paris, Albert Fontemoing, 1907, 2e éd. (lire en ligne [sur archive.org])
- Fastes épiscopaux de l'ancienne Gaule, vol. II : L'Aquitaine et les Lyonnaises, Paris, A. Fontemoing, 1899 (réimpr. 1910 2e éd.), 1re éd. (lire en ligne [sur archive.org])
- Fastes épiscopaux de l'ancienne Gaule, vol. III : Les provinces du Nord et de l’Est, Paris, Fontemoing et Cie, 1915, 2e éd. (lire en ligne [sur archive.org])
- Origines du culte chrétien : Étude sur la liturgie latine avant Charlemagne, Paris, E. De Boccard, 1920, 5e éd. (1re éd. 1889) (lire en ligne [sur gallica])
- L'Église au VIe siècle, Paris, E. de Boccard, 1925 (lire en ligne [sur rcin.org.pl])

### Articles
- « Mission au Mont Athos », dans Archives des missions scientifiques et littéraires (avec Charles Bayet), t. III, Paris, Imprimerie nationale, 1876, p. 201-528
- « Rapport sur un voyage archéologique en Asie Mineure » (avec Maxime Collignon), Bulletin de correspondance hellénique, École française d'Athènes/Ernest Thorin, no 1,‎ 1877, p. 361-376
- L'Église d'Orient, de Dioclétien à Mahomet : Leçon de clôture du cours d'histoire ecclésiastique à l'école théologique supérieure de Paris, Société générale de librairie catholique, 1881
- « Le Liber pontificalis en Gaule au VIe siècle », Mélanges de l'école française de Rome, vol. 2, no 1,‎ 1882, p. 277–289 (lire en ligne, consulté le 4 janvier 2022)
- « Les sources du Martyrologe hiéronymien », Mélanges de l'école française de Rome, vol. 5, no 1,‎ 1885, p. 120–160 (lire en ligne, consulté le 4 janvier 2022)
- « Le Liber diurnus et les élections pontificales au VIIe siècle. », Bibliothèque de l'École des chartes, vol. 52, no 1,‎ 1891, p. 5–30 (lire en ligne, consulté le 4 janvier 2022)
- « En quelle langue ont été écrits les Actes des saintes Perpétue et Félicité », Comptes rendus des séances de l'Académie des Inscriptions et Belles-Lettres, vol. 35, no 1,‎ 1891, p. 39–54 (lire en ligne, consulté le 4 janvier 2022)
- « Saint Martial de Limoges », Annales du Midi, vol. 4, no 15,‎ 1892, p. 289–330 (lire en ligne, consulté le 4 janvier 2022)
- « La légende de Sainte Marie-Madeleine », Annales du Midi, vol. 5, no 17,‎ 1893, p. 1–33 (lire en ligne, consulté le 4 janvier 2022)
- « La vie de sainte Geneviève », Bibliothèque de l'École des chartes, vol. 54, no 1,‎ 1893, p. 209–224 (lire en ligne, consulté le 4 janvier 2022)
- « Les anciens recueils de légendes apostoliques : Compte rendu du troisième Congrès scientifique international des catholiques tenu à Bruxelles du 3 au 8 septembre 1894 », Société belge de librairie, Bruxelles, vol. 5 « Sciences historiques »,‎ 1895, p. 67-79
- « Saint Jacques en Galice », Annales du Midi, vol. 12, no 46,‎ 1900, p. 145–179 (lire en ligne, consulté le 4 janvier 2022)
- « Libère et Fortunatien », Mélanges de l'école française de Rome, vol. 28, no 1,‎ 1908, p. 31–78 (lire en ligne, consulté le 4 janvier 2022)
- « Le sanctuaire de saint Laurent », Mélanges de l'école française de Rome, vol. 39, no 1,‎ 1921, p. 3–24 (lire en ligne, consulté le 4 janvier 2022)
- Scripta minora : Études de topographie romaine et de géographie ecclésiastique (reproduction en fac-simile de textes extraits de diverses revues et publications, 1886-1923), Rome, École français de Rome, 1973, 468 p. (ISBN 2-7283-0423-8)

### Correspondance
- Bruno Neveu (éd.), Lettres de Monseigneur Duchesne, directeur de l'Ecole française de Rome à Alfred Loisy (1896-1917) et à Friedrich Von Hügel (1895-1920), Rome, École française de Rome, 1972
- Patrick Saint-Roch (édition établie et annotée par), Correspondance de Giovanni Battista de Rossi et de Louis Duchesne : 1873-1894, Rome, École française de Rome, 1995 (ISBN 978-2-7283-0336-6)
- Florence Callu (éd.), Correspondance avec Madame Bulteau (1902-1922), Rome, École française de Rome, coll. « Collection de l'École Française de Rome » (no 427), juillet 2010 (ISBN 9782728308590)
- Bernard Joassart (éd.), Monseigneur Duchesne et les Bollandistes : Correspondance, Société des Bollandistes, coll. « Tabularium Hagiographicum » (no 1), 2002 (ISBN 978-2-87365-012-4)
- Olivier Poncet, « D’un directeur l’autre. La correspondance de Louis Duchesne avec Auguste Geffroy (1876-1895) », dans Construire l'institution. L’École française de Rome, 1873-1895, Publications de l’École française de Rome, coll. « Collection de l'École française de Rome », 2014 (ISBN 978-2-7283-1031-9, lire en ligne)

### Discours
- Louis Duchesne, Allocution prononcée par Monseigneur Duchesne au service funèbre célébré dans l'église du Campo Santo dei Tedeschi pour le repos de l'âme de Franz Xaver Kraus le 4 janvier 1902, Gesellschaft des Göttl. Heilandes, 1902, 8 p.
- Académie française. Réception de Mgr Duchesne le 26 janvier 1911 : Discours de Mgr Duchesne. Réponse de M. Étienne Lamy., Institut de France/Fontemoing, 1911 (lire en ligne)
- Discours de réception de M. le général Lyautey le 8 juillet 1920, Paris, Librairie académique Perrin, 1921 (lire en ligne)

## Distinctions

### Décoration
- Commandeur de la Légion d'honneur (5 avril 1903)[21]

### Récompenses
- Docteur honoris causa de l'université de Cambridge  (1896)[22]
- Docteur honoris causa de l'université Jagellonne (1900)[22]
- Docteur honoris causa de l'université d'Oxford (1906)[22]

## Galerie

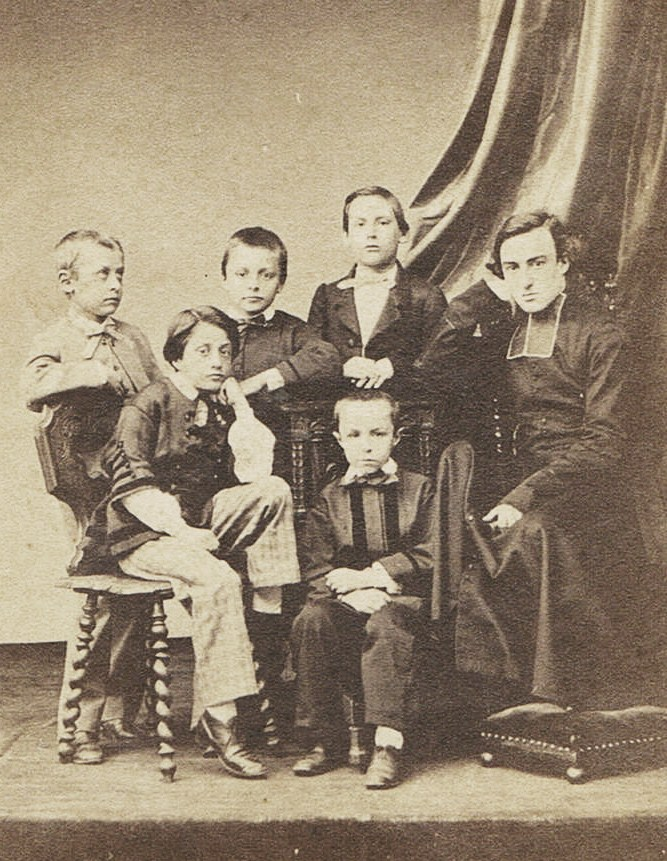
Louis Duchesne précepteur, photographié par Pierre Lanith Petit (1832-1909).
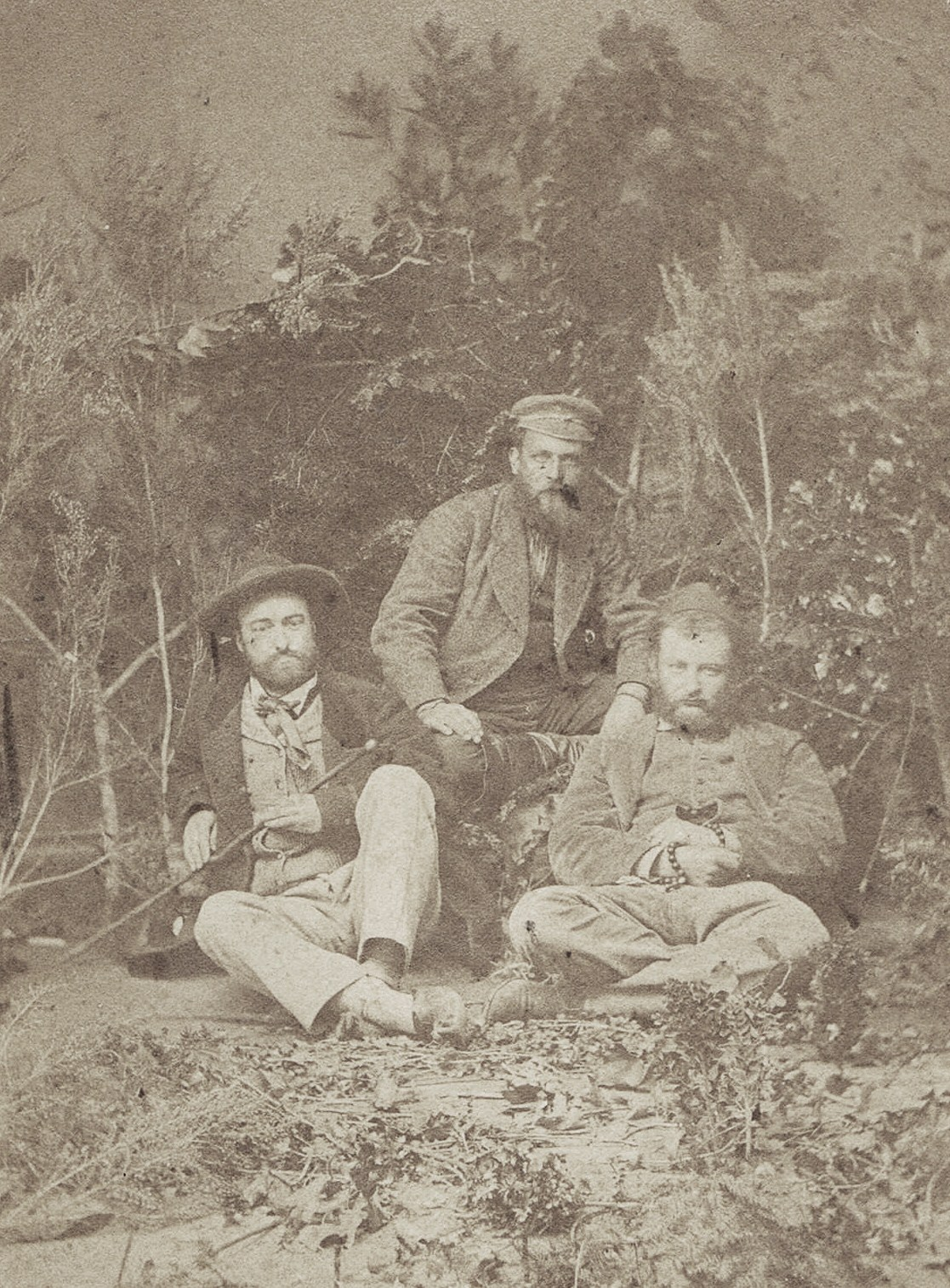
Louis Duchesne, à gauche, en Turquie.
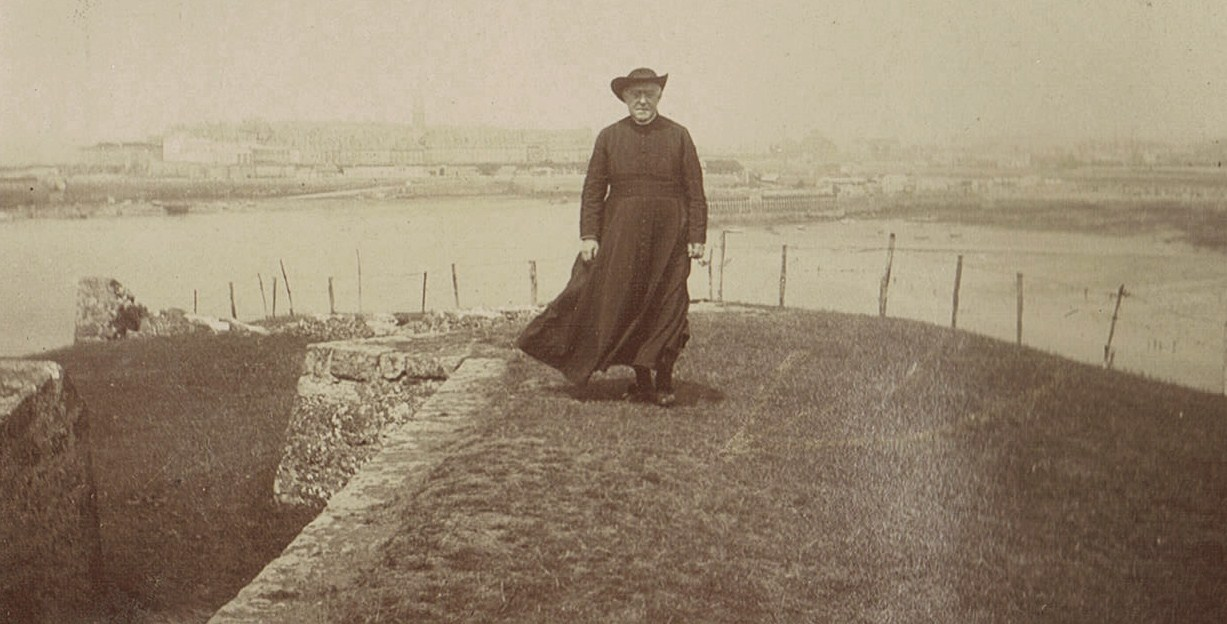
Louis Duchesne marchant sur le fort de la Cité d'Aleth à Saint-Servan, avec la cité corsaire de Saint-Malo en arrière-plan.
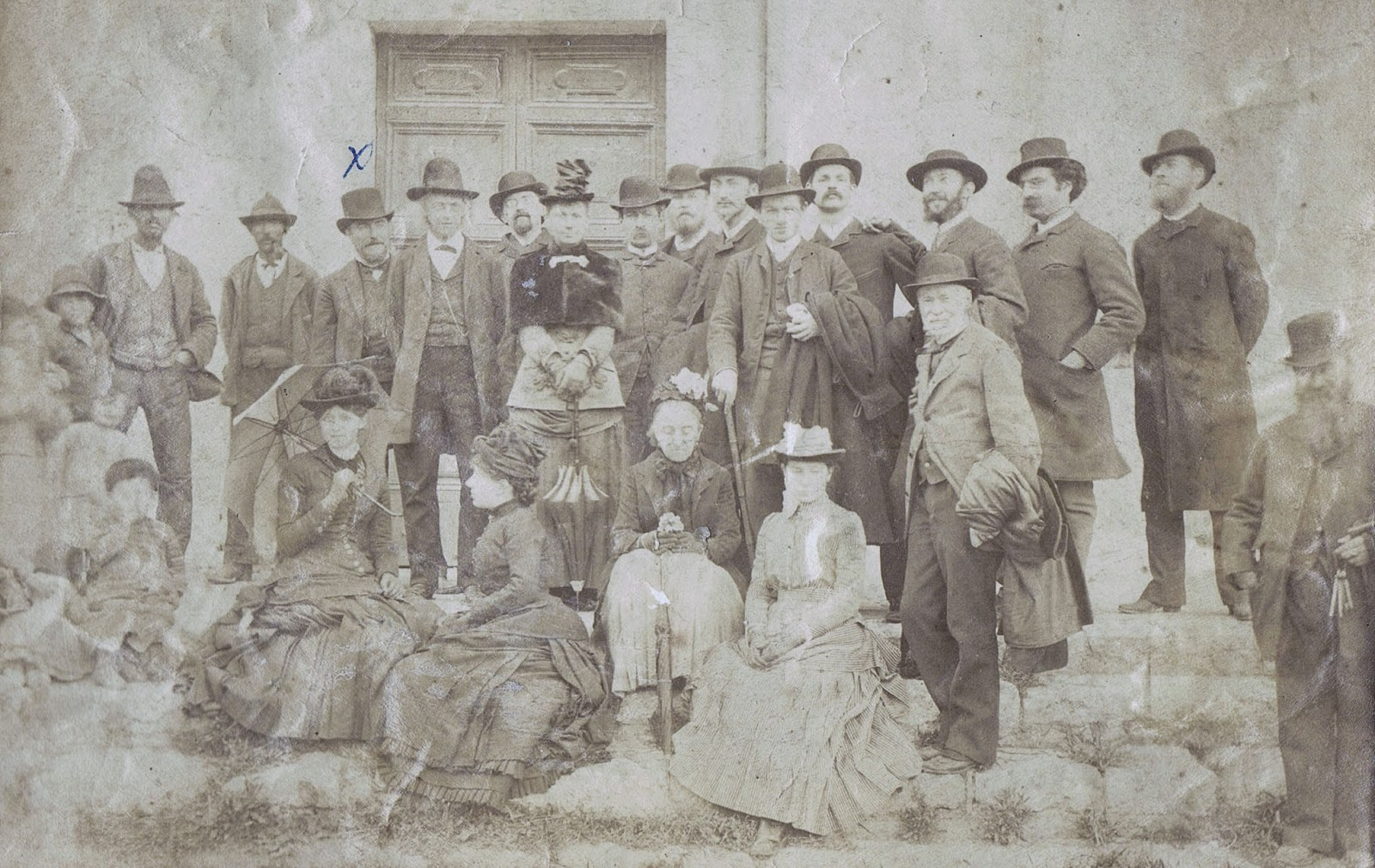
Louis Duchesne (sous la croix) à Tarquinia, en avril 1885.
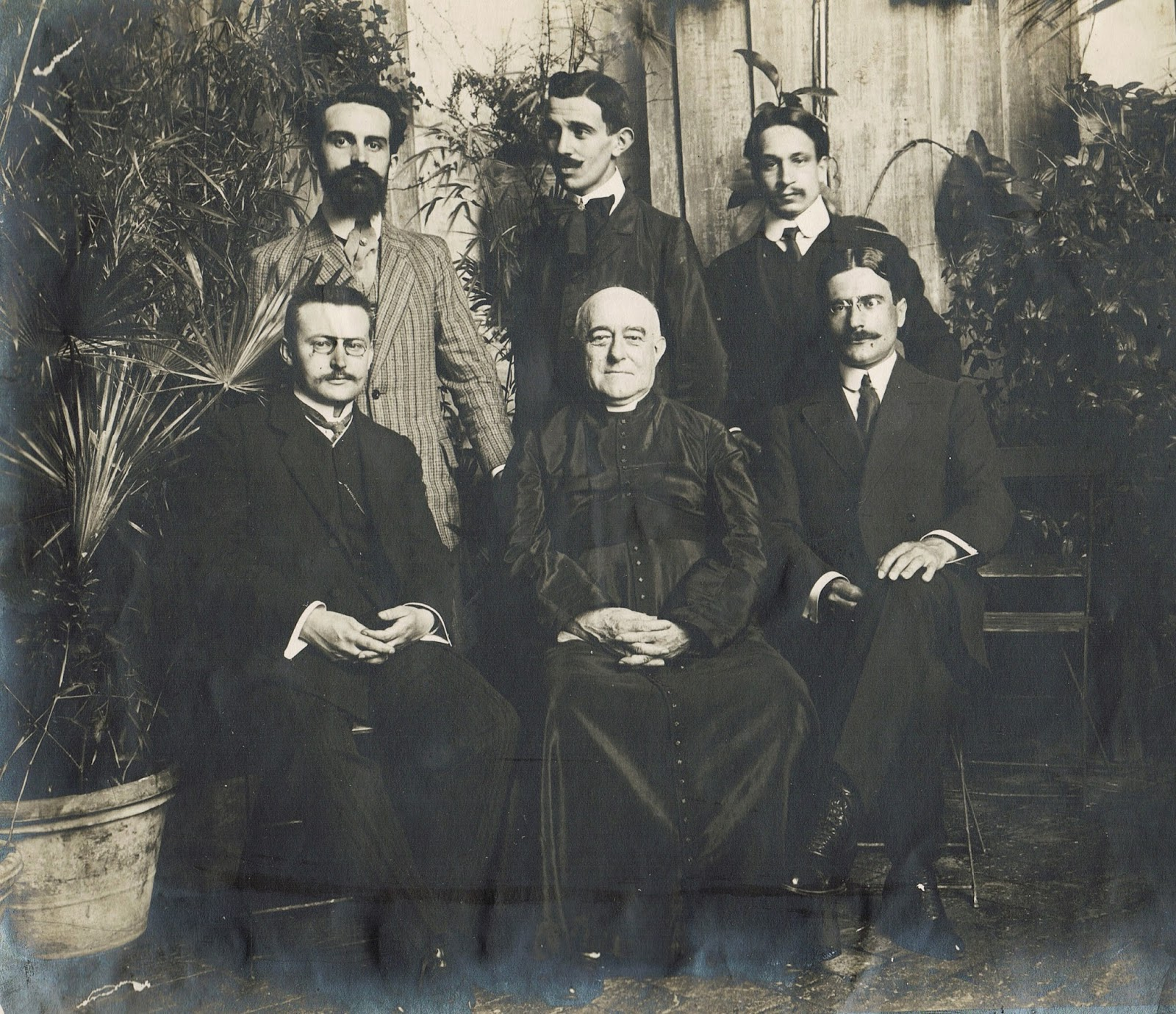
Louis Duchesne, directeur de l'École française de Rome vers 1913, avec ses élèves dont Alain de Boüard, assis à gauche.
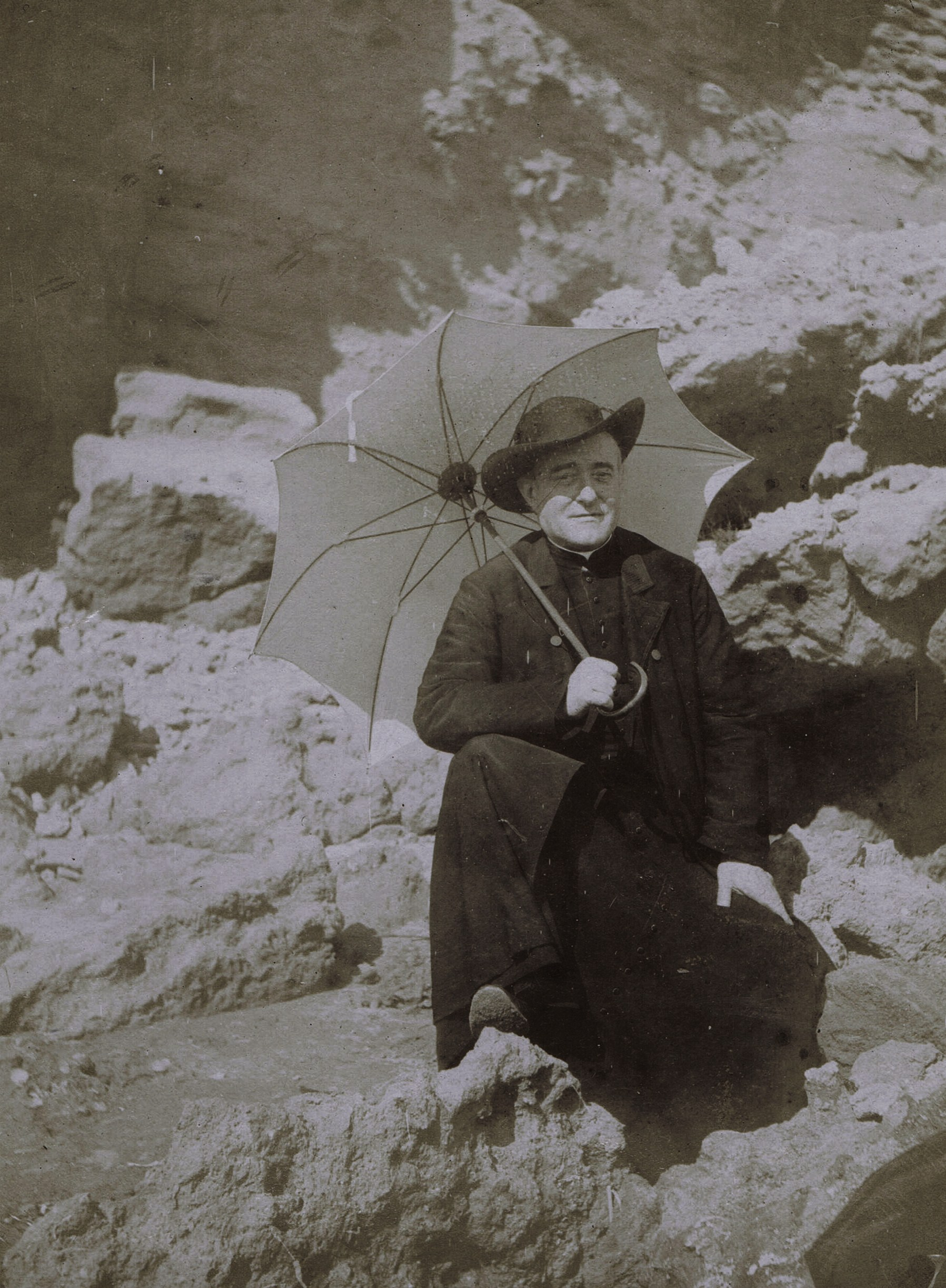
Louis Duchesne en 1895 à Nettuno en Italie.

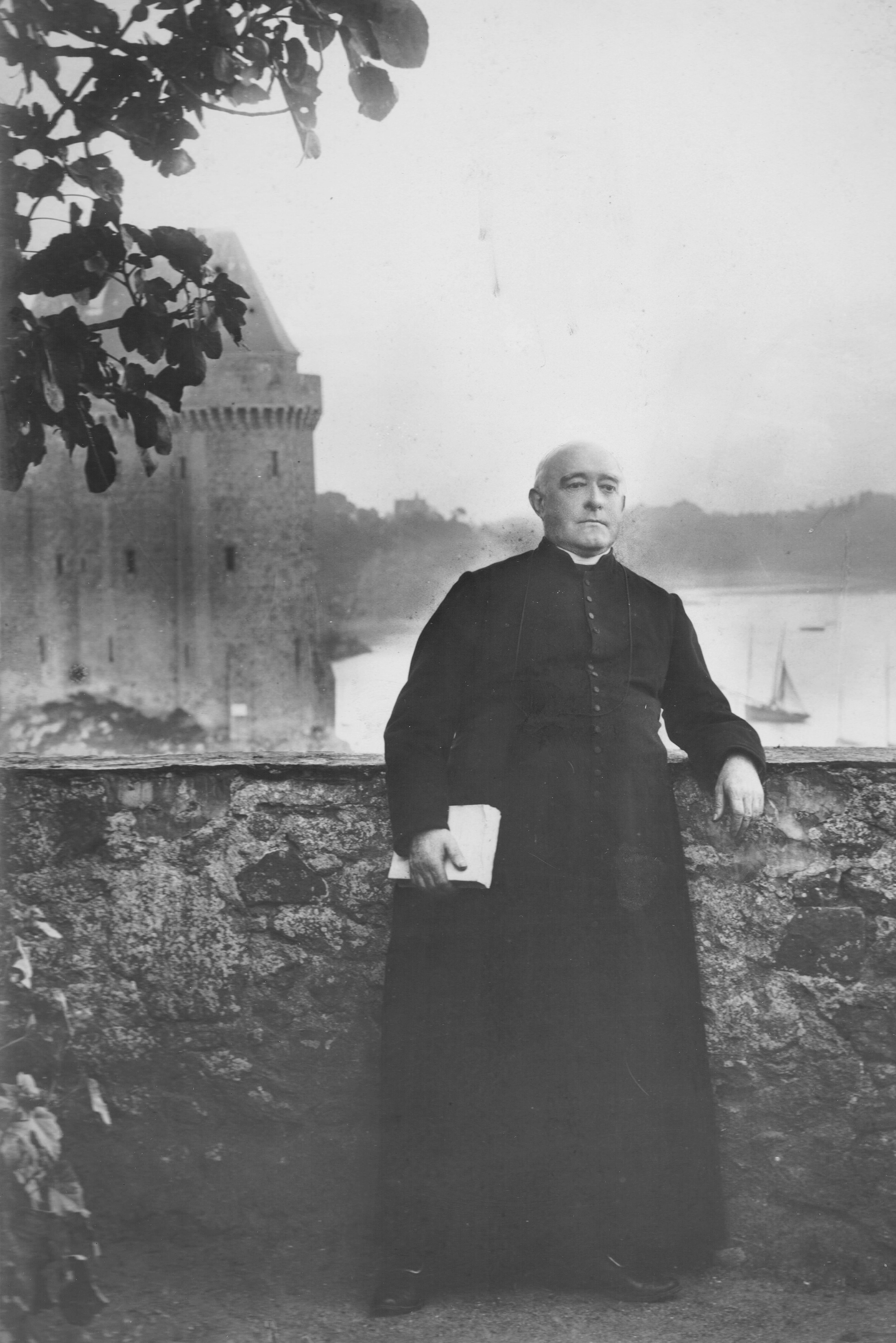
Louis Duchesne dans sa maison de la cité d'Aleth à Saint-Servan.
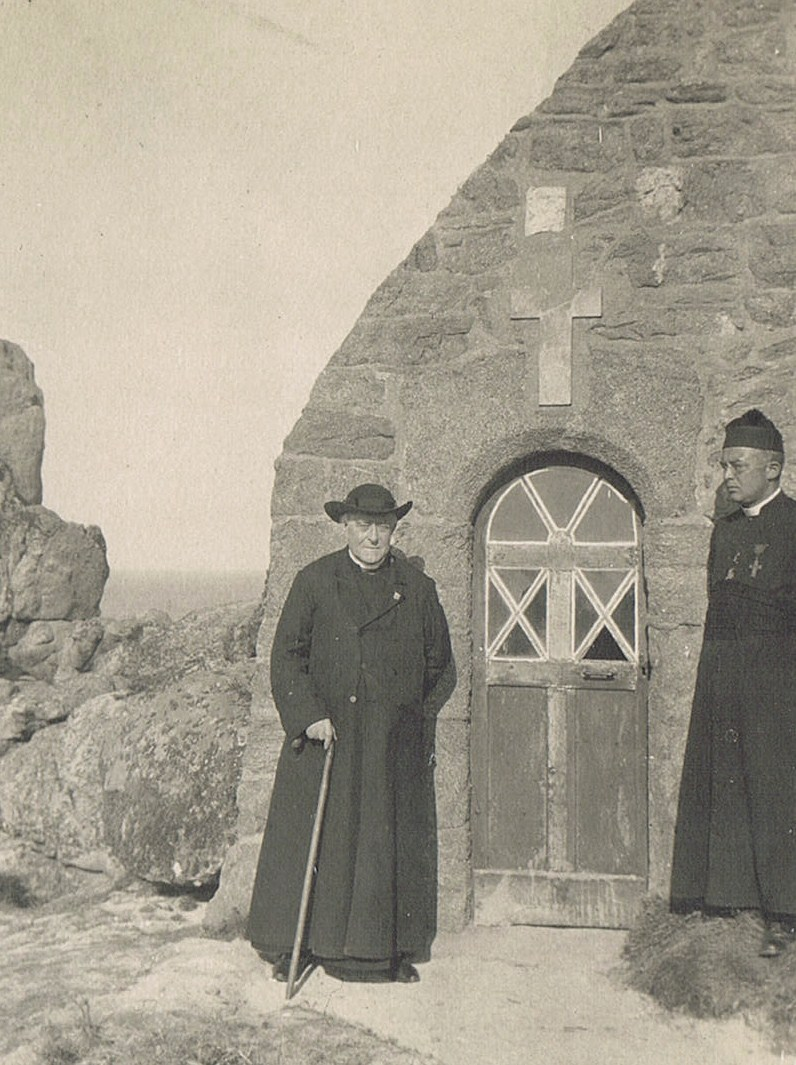
Louis Duchesne sur l'île de Cézembre.
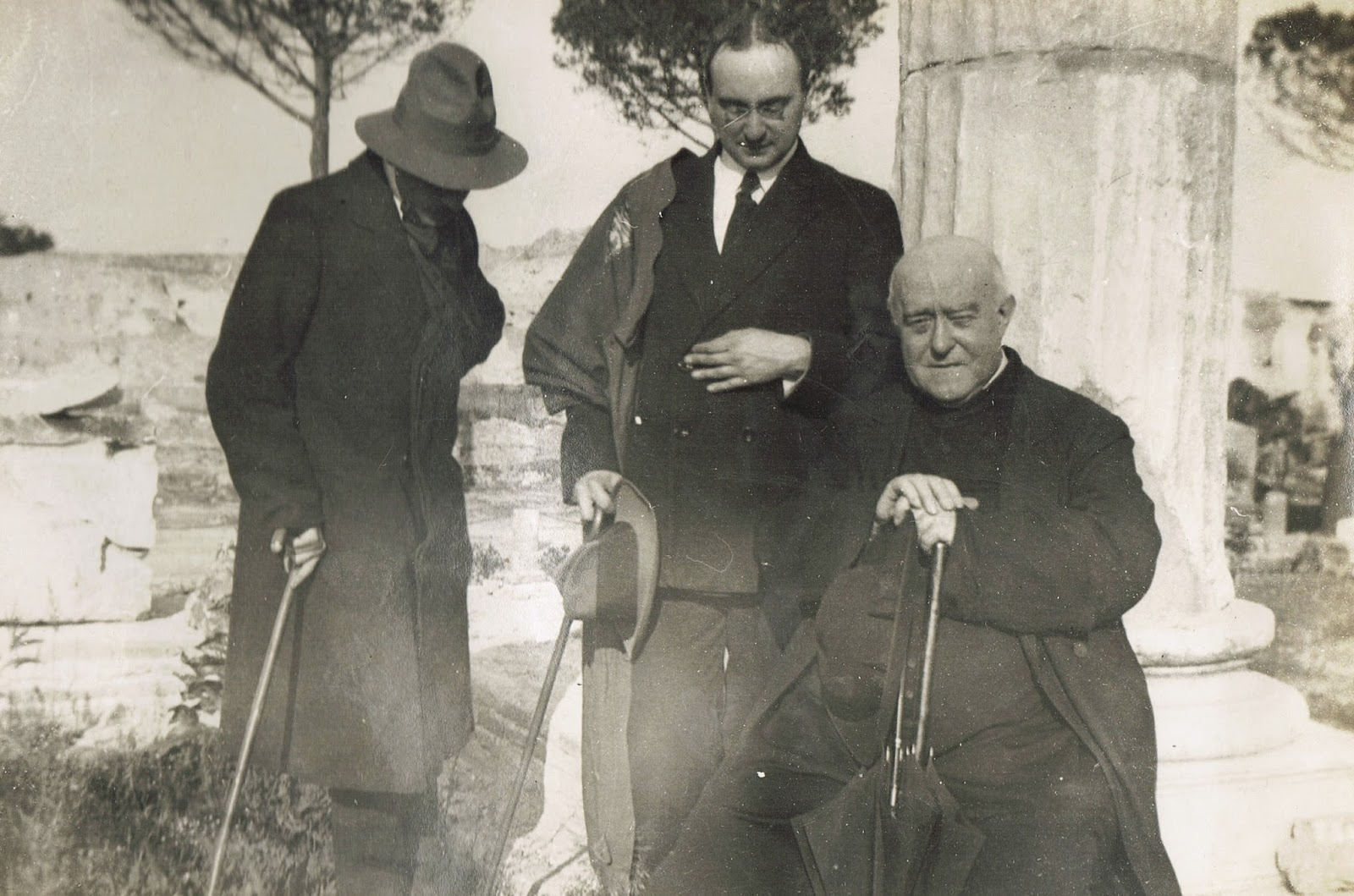
Louis Canet, Jean Marx et Louis Duchesne, à Rome.
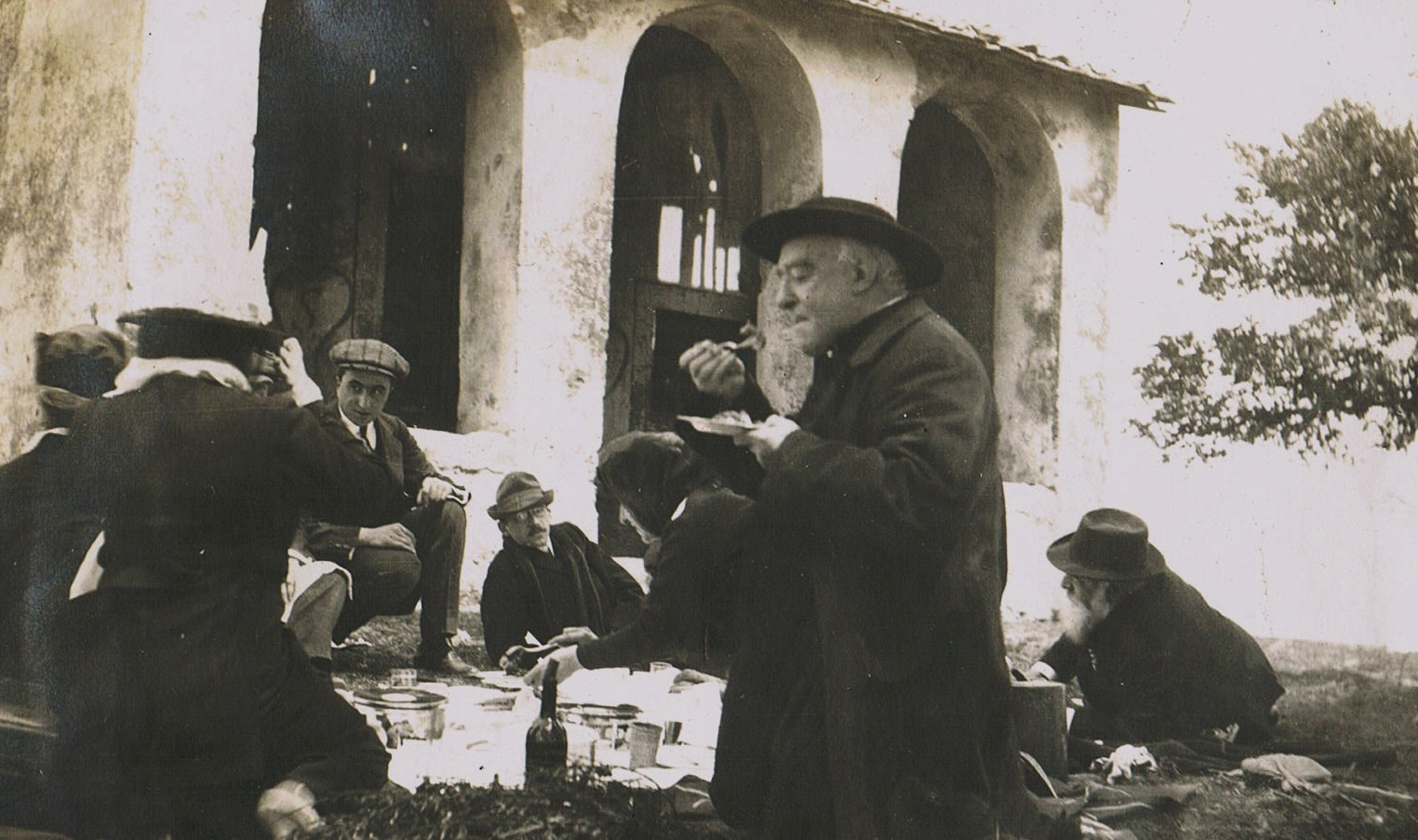
Louis Duchesne, devant, avec Louis Canet, au chapeau
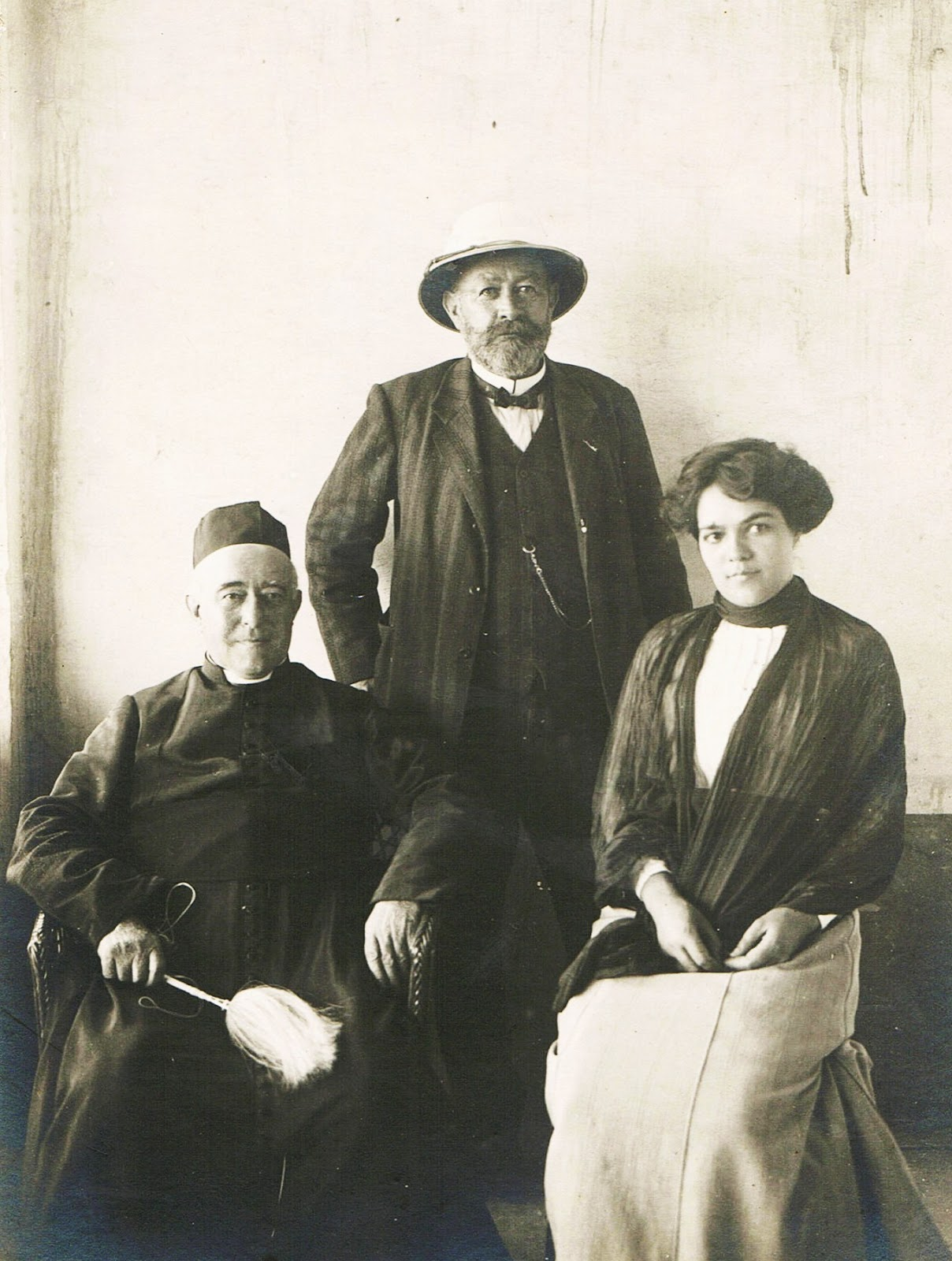
Louis Duchesne, à gauche, chez Auguste Mariette, au Caire.
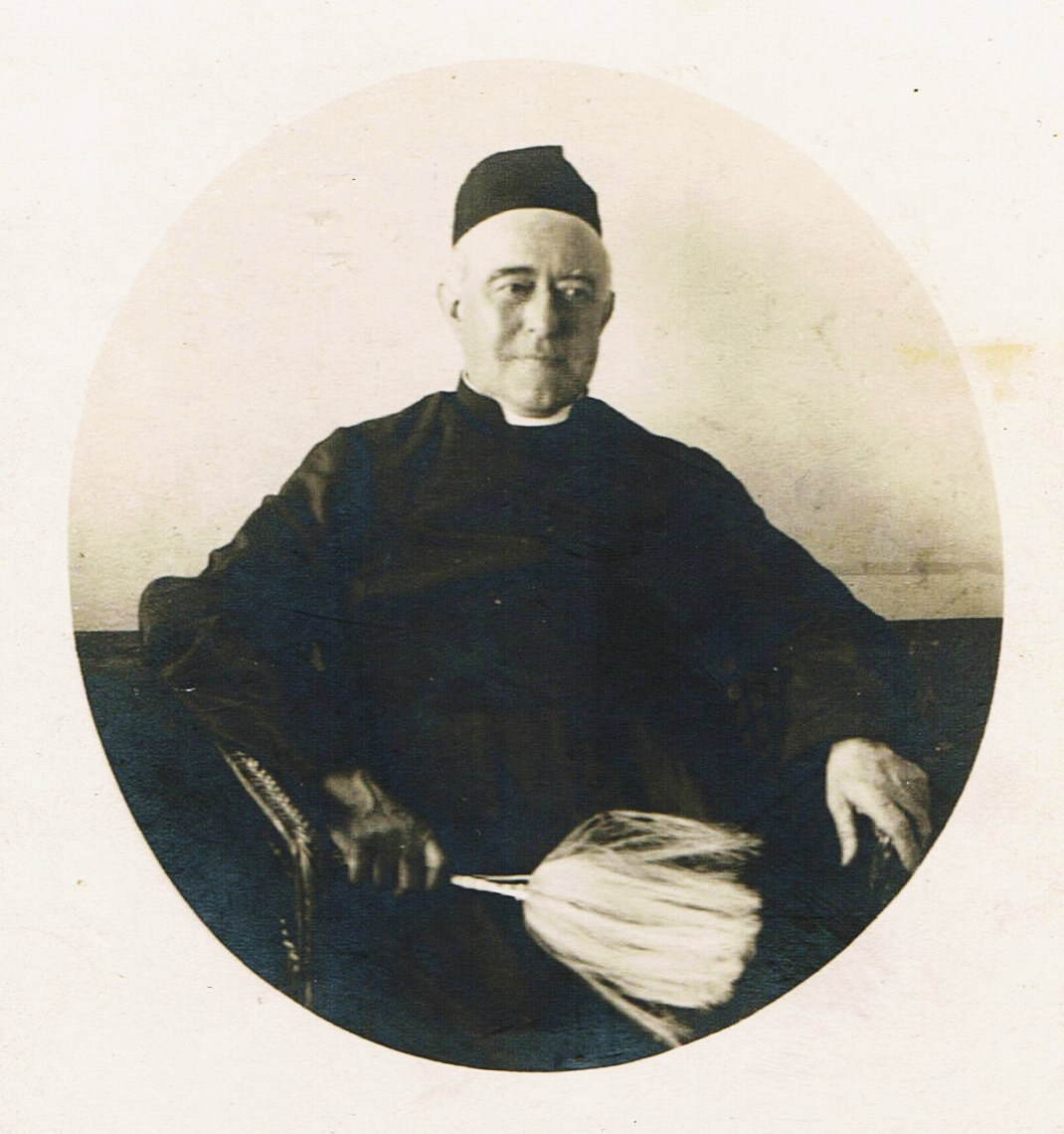
Louis Duchesne, directeur de l'Institut Français d'Archéologie Orientale du Caire, en 1912.
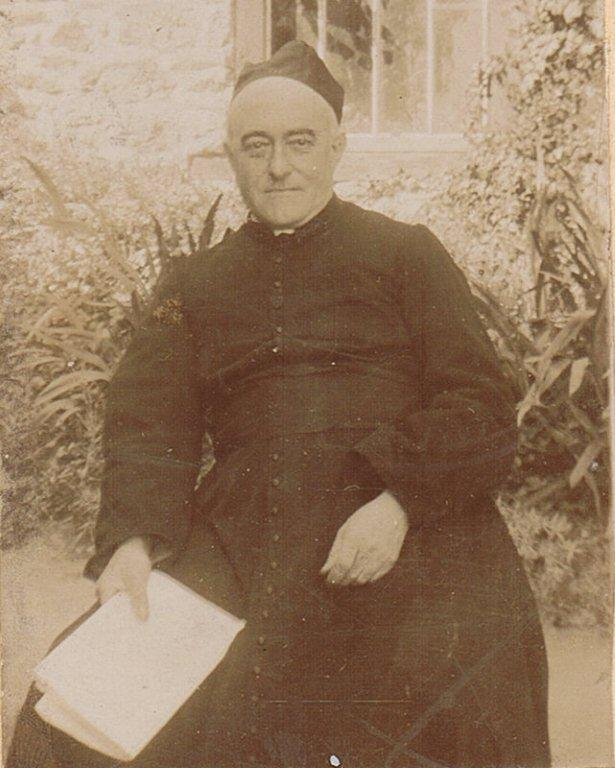
Louis Duchesne (1843-1922)

### Ouvrages
- Claude d' Habloville, Monseigneur Duchesne: biographie-critique, suivie d'un autographe, d'opinions et d'une bibliographie, Paris, E. Sansot & Cie, 1911, 72 p. (lire en ligne)
- Alfred Loisy, Choses passées, Paris, E. Nourry, 1913, 398 p. (lire en ligne)
- Albert Houtin, Histoire du modernisme catholique, Paris, Chez l'auteur/Librairie orientale Dondey-Dupré, 1913, 458 p.
- Étienne Dupont, Monseigneur Duchesne chez lui, en Bretagne, Rennes, Librairie moderne, 1923, 61 p.
- Claude d'Habloville, Grandes figures de l'Église contemporaine : Monseigneur Duchesne - Monseigneur Baudrillart - Monseigneur Ireland, Paris, Perrin, 1925
- École française de Rome, Monseigneur Duchesne et son temps : Actes du colloque organisé par l'Ecole Française de Rome 23-25 mai 1973, Rome, École française de Rome, coll. « Collection de l'École française de Rome » (no XXIII), 1975, 500 p. (ISBN 978-2-7283-0434-9, présentation en ligne)
- Émile Poulat, Modernistica : horizons, physionomies, débats, Nouvelles Éditions Latines, 2008 (1re éd. 1982) (ISBN 978-2-723-30179-4)
- Brigitte Waché (préf. René Rémond), Monseigneur Louis Duchesne (1843-1922) : Historien de l'Eglise, directeur de l'Ecole française de Rome, Ecole française de Rome, Palais Farnèse, 1992, 772 p. (ISBN 978-2-7283-0259-8, lire en ligne)
- Émile Poulat, Histoire, dogme et critique dans la crise moderne, Albin Michel, 1996, 3e éd. (1re éd. 1962) (ISBN 978-2-226-19878-5)
- (it) Francesco Mores, Louis Duchesne: alle origini del modernismo, Morcelliana, 2015 (ISBN 978-88-372-2866-8)
- Christian Boucher, Jean-François Miniac, Jean-Yves Ruaux, André Vauchez et Brigitte Waché, Louis Duchesne, incontournable monument de l'histoire, Saint-Malo, éditions Cristel, 2017, 159 p. (ISBN 978-2-84421-137-8)

### Articles
- (en) Friedrich von Hügel, Louis Duchesne, dans le Times Literary Supplement du 28 mai et premier juin 1922
- Jean Guiraud, Mgr Duchesne, sa vie et son œuvre I et II, Revue des questions historiques, tome XCVII, juillet-octobre 1922 p.130-150, 350-380
- Jean Guiraud, Mgr Duchesne, historien des papes, Revue des questions historiques, tome XCVIII, janvier 1923 p.394-428
- Fernand Chabrol, Monseigneur Duchesne, son œuvre historique, Revue des études théologiques, Oxford University Press, 1923
- Alfred Jeanroy, « Notice sur la vie et les travaux de M. Louis Duchesne ; lu dans la séance du 18 décembre 1925 », Comptes rendus des séances de l'Académie des Inscriptions et Belles-Lettres, vol. 70, no 4,‎ 1926, p. 338–360 (lire en ligne, consulté le 4 janvier 2022)
- Brigitte Waché, « Les relations entre Duchesne et dom Chamard », Monseigneur Duchesne et son temps, (Actes du colloque organisé par l’École française de Rome au Palais Farnèse, 23-25 mai 1973), Collection de l’École française de Rome, no 23, 1975, p. 257-268.
- Brigitte Waché, « Problèmes méthodologiques posés à l’occasion d’une polémique entre Duchesne et Chamard », Recherches sur la personnalité de l’Église, Colloque pluridisciplinaire, Rueil, 1973, p. 13-32.
- Jean-Marie Mayeur, « Monseigneur Duchesne et la politique religieuse de la France pendant la première guerre mondiale », Mélanges de l'école française de Rome, vol. 88, no 1,‎ 1976, p. 401–420 (lire en ligne, consulté le 4 janvier 2022)
- Brigitte Waché, « Duchesne et la méthodologie en histoire religieuse », Bulletin du G.R.H.A.C.F., mars 1977, p. 191-202.
- Brigitte Waché, « À la mémoire de Mgr Louis Duchesne, docteur honoris causa de l’Université de Cracovie », Sources franco-polonaises d’histoire religieuse, 2, 1977 (Actes du colloque organisé à Lublin, Varsovie et Cracovie du 8 au 22 avril 1977, par le Bureau historique des congrégations féminines polonaises et le groupe de recherches historiques et archivistiques des congrégations féminines françaises), p. 191-202.
- Brigitte Waché, « Duchesne et la question constantinienne, enquête historiographique », Miscellanea Historiae Ecclesiasticae, VI (Actes du congrès de la commission internationale d’histoire ecclésiastique comparée, Varsovie, 25 juin-1er juillet 1978), p. 328-342.
- Brigitte Waché, « Les relations de Duchesne avec les milieux ecclésiastiques et culturels romains », Ricerche per la storia religiosa di Roma, 4, 1980, p. 269-314.
- Brigitte Waché, « L’abbé Duchesne et la question de l’apostolicité des Eglises de Gaule », Archives de l’Église de France, 27, 1987, p. 44-52.
- Brigitte Waché, « À propos de Mgr Louis Duchesne » (Présentation de soutenance de thèse), Mélanges Charles Molette, Paillart, 1989, p. 755-767.
- Brigitte Waché, « Monseigneur Louis Duchesne, “éminent servannais” », Association bretonne, 1990, p. 119-135.
- Brigitte Waché, « Mgr Louis Duchesne et la bibliothèque de l’École française de Rome », Mélanges de l’École française de Rome, Italie et Méditerranée (MEFRIM), 1991/1, p. 335-371.
- Brigitte Waché, « Duchesne et Newman : à propos des témoins anténicéens du dogme de la Trinité », Newman et l’histoire (Actes du 3e colloque international organisé à Chantilly du 2 au 4 juin 1990 par l’Association française des Amis de Newman), Lyon, PUL, 1992, p. 189-203.
- Brigitte Waché, « Duchesne et l’histoire du christianisme : A la charnière entre différents milieux de production », Un siècle d’histoire du christianisme en France, (Actes du colloque organisé par la Société d’histoire religieuse de la France et le Centre de recherches historiques sur les sociétés et les cultures de l’Ouest européen à l’Université de Rennes 2, du 15 au 17 septembre 1999), Revue d’histoire de l’Église de France, t. 86 (juillet-décembre 2000), p. 747-755.
- Brigitte Waché, Mgr Louis Duchesne à l'institut français d'archéologie orientale du Caire en 1912, chapitre dans Mélange de recherches en l'honneur du professeur Georges Jehel, Université de Picardie, 2002
- Brigitte Waché, Les Relations entre Loisy et Duchesne, communication au colloque sur le théologien Alfred Loisy organisé à Châlons-en-Champagne en octobre 2003 [lire en ligne (page consultée le 4/01/2022)]
- François Duine, « Monseigneur Duchesne », dans Souvenirs et observations de l’abbé François Duine, Presses universitaires de Rennes, coll. « Mémoire commune », 17 janvier 2018 (ISBN 978-2-7535-6572-2, lire en ligne), p. 229–239